# 大阪国際女子マラソン
大阪国際女子マラソン大会（おおさかこくさいじょしマラソンたいかい、英語: OSAKA Women's Marathon）は、1982年より毎年1月に大阪府大阪市で開催されている国際マラソン大会で、1983年から開催日を最終日曜日に固定している。
1984年（第3回）までは、「大阪女子マラソン」という名称で実施。1985年に国際陸上競技連盟の公認を受けたことを機に、同年開催の第4回大会から「大阪国際女子マラソン」に改称した。2021年・2022年の大会は、新型コロナウイルス感染症流行の影響で男子選手をペースメーカーに起用したことから、「男女混合レース」として扱われている。
本項目では、2021年を除いて併催されている「大阪ハーフマラソン（おおさかハーフマラソン）」についても記述する。

## 概要
フルマラソンの部は、長居公園内にある長居陸上競技場（ヤンマースタジアム長居）をスタート・フィニッシュ地点に設定。例年の大会では、大阪市の中心街にある「3つのクライマックス」（中之島、御堂筋、大阪城公園）を通るルートを経て、長居陸上競技場に戻るコースで争われる。ただし、コースは数回にわたって変更されている（詳細後述）。
また、北海道マラソン、東京マラソン、名古屋ウィメンズマラソンとともに、 日本陸上競技連盟から夏季オリンピック・世界陸上競技選手権大会・アジア競技大会の女子マラソン日本代表選考レースに指定。名古屋ウィメンズマラソンとの持ち回り方式で女子マラソンの日本選手権を兼ねている。2018年から2020年までのフルマラソンの部は、2020年東京オリンピック・女子マラソンの日本代表選考レースとして開催。2018年と2019年の大会は、男女フルマラソンの日本代表候補を決定するマラソングランドチャンピオンシップ（MGC）シリーズの対象レースで唯一、市民マラソン（市民ランナー限定のフルマラソンの部）を併催しなかった（詳細後述）。
その一方で、2019年の大会に限って「ラップチャレンジ」（8位までの入賞者で30 - 35km区間内のラップタイムが最も速かった選手に賞金を贈呈する企画）を導入するなど、日本国内のフルマラソン大会としては初めての試みも多々為されている（詳細後述）。
なお、2020年の第39回大会までは、参加選手もペースメーカーも女子選手に限った「女子単独レース」として開催されていた。しかし、日本国内で新型コロナウイルスへの感染が拡大している2021年には、男女混合レース扱いで第40回大会を開催した。感染拡大の防止を目的に講じられた特例措置の一環として、日本国内を拠点に活動する女子選手だけをレースに参加させた一方で、同じ条件の男子選手をペースメーカーへ初めて起用したことによる。2024年パリオリンピックに向けたMGCシリーズで最初のレースに当たる2022年の第41回大会も、上記の事情から「男女混合レース」として開催した。
2023年の第42回大会からは、コースを大幅に変更（詳細後述）。ペースメーカーを女子選手だけで再び構成することに伴って、「女子単独レース」に戻したほか、日本以外の国・地域を拠点に活動している選手の招待を再開している。
主催
- 日本陸上競技連盟（1984年の第3回大会から）[6]
- 関西テレビ放送
- 産経新聞社（産経新聞）
- サンケイスポーツ

共催
- 大阪市

主管
- 大阪陸上競技協会（1983年の第2回までは主催）[6]

後援
- 大阪府
- 大阪府スポーツ協会
- 大阪市教育委員会
- 大阪スポーツみどり財団
- 大阪商工会議所
- 関西・大阪21世紀協会
- OBCラジオ大阪（2014年までは主催）
- 夕刊フジ
- サンケイリビング新聞社
- 扶桑社
- FM802
- わくわくパーククリエイト

協賛
- 奥村組[7]：第37回（2018年）〜現在

協力
- シチズン時計[注釈 3]： 第1回大会（1982年）〜現在 - 第1回から公式計時を担当。
- ダイハツ工業：第24回（2005年）〜第42回（2023年）・第44回
  - 第43回（2024年）の開催が発表された当初にも協力団体へ名を連ねていたが、発表前の2023年4月から社業における多数の不正行為（いわゆる「軽乗用車の認証不正問題」）が相次いで発覚したことを受けて、同年の12月から宣伝・営業関連の活動を全面的に自粛。第43回の開催時点でも自粛を解いていないため、第24回から続けてきた大会事務局への自社製乗用車の貸与についても、「（実際には宣伝活動を自粛しているのに）『自社のPR』と思われかねない」との理由で見合わせた[8]。関西テレビがフジテレビ系列向けに制作しているテレビ中継への提供も見送ったため、実際の中継では、ダイハツのタイムCMを流すことを予定していた枠をACジャパン関連の啓発CMで埋めている。
  - ダイハツ工業はトヨタのグループ企業でもあるため、第43回大会の開催に際しては、親会社に当たるトヨタが自社とダイハツの製造車を大会事務局にまとめて貸与することで対応。ダイハツの女子陸上競技部からは松田瑞生が過去3回の優勝などを背景に「招待選手」として出場したものの、本人がレース中に着用したユニフォームでは、通常のユニフォームに比べて社名ロゴの露出を大幅に抑えていた。
- HOKA（英語版）：第42回（2023年）〜現在
- 森永製菓：第43回（2024年）

過去の協賛・協力
- ダイエー：第1回（1982年）〜第20回（2001年）
- ローソン：第21回（2002年）
- 三菱自動車工業：第22回（2003年）〜第23回（2004年） - 運営関連車両の提供などで協力
  - 協力団体ではなかった第1回〜第21回でも、運営関連の車両を提供。第23回では、大会直前の2004年1月に公道走行試験を始めたばかりの燃料電池自動車を、「選手に伴走する広報車両」として大会事務局へ貸与した[9]。
- 日東電工：第24回（2005年）〜第36回（2017年）
- ミズノ：第1回（1982年）〜第31回（2012年）
- デサント：第32回（2013年）
- ゼビオ：第36回（2017年）
- ファイテン：第37回（2018年）
- 大塚製薬：第23回（2004年）〜第26回（2007年）、第36回（2017年）、第37回（2018年）

## 参加資格
一般選手の場合
1. 日本陸上競技連盟の登記・登録者
2. 開催日現在で満19歳以上の女性
3. 下記いずれかの記録保持者、または「同等の実力」と日本陸上競技連盟から認められた競技者。
  1. フルマラソン：3時間10分以内（2020年まで）→2時間50分以内（2021・2022年）→3時間7分以内（2023年から）
  2. 30km走：2時間11分以内（2022年まで）→2時間8分以内（2023年以内）
  3. ハーフマラソン：1時間28分以内（2022年まで）→1時間25分以内（2023年から）
  4. 10,000m走：37分以内（2022年まで）→36分以内（2023年から）

いずれの記録も、大会開催日の2年前の1月1日以降に日本陸上競技連盟の公認競技会で達成された正式記録に限っていて、女子マラソンにおける世界記録の動向に応じて随時見直されている。
2021年（第40回）以降の大会では、新型コロナウイルスへの感染拡大防止策の一環として、参加者の総数を2020年（第39回）以前の大会より少なく設定。フルマラソンへの参加基準を引き上げたほか、参加者全員にPCR検査の受診を義務付けるなど、体調管理のチェックを徹底させている[10]。

招待選手の場合
1. 外国招待選手（約15名） - 日本陸上競技連盟が推薦する者
2. 国内招待選手（約20名） - 日本陸上競技連盟が推薦する者
2017年の第36回大会からは、20代中盤までの若手選手を育成する目的で、国内招待選手に「ネクストヒロイン」と称する特別枠を設定。駅伝や中・長距離走で顕著な実績を残しているフルマラソン未経験者（主に満19歳以上の現役大学生や実業団所属選手）若干名に出場権を与えている。
招待選手への推薦条件に該当しない女性選手でも、開催日の2年前の1月1日以降に出場したマラソンを2時間50分以内のタイムで完走していれば、「準招待競技者」として扱われる。

なお、2023年の大会では、参加料を1選手につき15,000円に設定。ただし、フルマラソンで2時間45分以内の記録を持つ競技者には、参加料の免除措置が講じられている。

## 競技コース
当大会ではコースが数回にわたって変更されているため、主な期間を対象に、コースの概要や変更点を以下に記載する。

### 1991 - 2010年大会
コース内の最大高低差は約23mで、2007年世界陸上大阪大会の男子マラソン種目でも使用。1994年から1996年までの大会では、長居陸上競技場の改修工事期間と重なったため、長居第2陸上競技場をスタート・フィニッシュ地点に設定した。
- 長居公園内の長距離走路 - 往路を時計回り・復路を反時計回りに設定。
- 長居公園の出入口 - 南駐車場付近の出入口を使用。
- 幹線道路 - 長居公園通・本町通・上町筋・今里筋・中央大通・玉造筋・土佐堀通・御堂筋・勝山通・堺筋・中之島通の一部区間を使用。
- 折り返し地点 - かつての長堀川を埋め立てた場所（新橋跡）に設置。
- 大阪城公園付近 - 大坂城の南外濠・西外濠沿いの本町通・上町筋を往復した後に、玉造口 → 雁木坂（高低差約12m） → 京橋口と二の丸を経て、筋鉄門跡から北外曲輪経由で杉山地区を通過するルートを設定。

### 2011 - 2020年大会
レースの高速化を進めるべく、コースを以下のように変更することによって、最大高低差を23mから9mにとどめた（Google Map）。
- 長居公園内の長距離走路 - 往路・復路とも時計回りに統一。
- 長居公園の出入口 - 南西入口を使用。
- 幹線道路 - 長居公園通・本町通・上町筋を除外する代わりに、あびこ筋・松虫通・城見通を新たに使用。また、今里筋・中央大通の区間を短縮する一方で、玉造筋・土佐堀通・御堂筋の区間を延長した。
- 折り返し地点 - 道頓堀グリコサインを望む道頓堀川の道頓堀橋に変更。
- 大阪城公園付近 - 高低差約12mの雁木坂を通過するコースから、大阪ビジネスパーク（弁天島）を通過したうえで、第二寝屋川に架かる弁天橋・新鴫野橋と寝屋川に架かる片町橋・寝屋川橋を渡る平坦なコースに変更。

### 2021・2022年大会
2021年大会は、新型コロナウイルスへの感染拡大に伴う特例措置として、公道を介さないコース（長居公園内の周回ルート）で開催された（当該項で詳述）。
2022年大会から公道の使用を再開したものの、使用しない間に中之島近辺と御堂筋の道路の形状が変更されたことに伴って、2019年大会までのコースの一部を変更。折り返し点を道頓堀橋より南側（難波交差点の北側）へ移動させたほか、車道が本線（4車線）と側道（2車線）で構成されている御堂筋では、南半分（かつて折り返し点が設けられていた新橋交差点と新たに設けられた難波交差点の間）の走路を本線の中に設定していた。

### 2023年以降の大会
女子フルマラソン日本記録の更新に向けて後半へのスピードアップを図るべく、長堀通の一部（玉造交差点から上り坂と約1kmの下り坂をはさんで西側の新橋交差点に至る区間）を新たに使用するとともに、中間点を長堀通の上へ移設。また、大阪城公園から玉造筋を玉造交差点まで南下した後に、長堀通内の上記区間を経て新橋交差点から御堂筋を北上するルートを組み込んだ。このような変更に伴って、最大高低差を9mから約18mにまで拡大したほか、大阪城公園内のコースを往路でも復路でも使用するようになった。
その一方で、折り返しのターンに伴う減速を防ぐべく、2022年大会まで御堂筋に設けられていた折り返し点を廃止。御堂筋については、新橋交差点と淀屋橋交差点の間に設けられている側道を、復路に限って使用する。このため、土佐堀通から中之島を経て大阪市役所の北側から御堂筋を折り返し点まで南下するルート（2022年大会までの往路の一部）や、御堂筋のうち新橋交差点より南のエリア（2022年大会まで折り返し点を南端に設置していた区間）をコースから除外した。なお、2023年大会のみ、1994 - 1996年大会と同様の事情から、スタート・フィニッシュ地点を長居第2陸上競技場（ヤンマーフィールド長居）に設定。

### 新型コロナウイルス感染症の流行下での開催

#### 2021年の特例措置
日本国内では、第39回大会（2020年）の前後から新型コロナウイルスへの感染が拡大していることを受けて、日本政府が2020年4月7日に新型インフルエンザ等緊急事態宣言を初めて発出。同月16日から5月14日までは、宣言の範囲を全47都道府県にまで拡大していた。宣言は5月25日付で完全に解除されたものの、この事態を受けて、当大会を主催する日本陸上競技連盟（日本陸連）では「陸上競技活動再開のガイダンス」を2020年6月に策定。（日本陸連が主催する）「競技会開催の条件」として、開催予定の都道府県で緊急事態宣言が解除されていることを明記していた。
日本政府は2021年1月7日から、東京都・神奈川県・千葉県・埼玉県の全域に向けて新型インフルエンザ等緊急事態宣言を改めて発出。2021年の第40回大会開催直前（同年1月13日）には、宣言の対象が大阪府内全域にまで拡大された。これに対して、日本陸連は同月15日付で、「陸上競技活動再開のガイダンス」における「競技会開催の条件」を「宣言の要請内容にスポーツイベントの中止や自粛が含まれていない場合には、感染リスクの軽減策を講じたうえで、競技会の開催を検討できる」と改訂。日本政府では同日の時点でスポーツイベントの中止や自粛まで求めていなかったため、宣言の発出期間中であっても、開催の前日（1月30日）までにこのような要請がない限り第40回大会を開催できるようになった。
第40回大会では当初、第39回大会までと同じく、公道を使用するコース（詳細前述）での開催を予定していた。しかし、感染リスク軽減策の一環で、公道の使用を断念。長居陸上競技場にスタート・フィニッシュ地点の少なくとも一方を残したまま、例年の大会では認めていた一般の観客によるスタンドへの入場を禁止することや、コース沿道での観戦・声援の自粛を求めることなどを条件に、公道を使用しないルートへの変更を関連団体と共に協議した。その結果、同競技場のトラック内にフィニッシュ地点を残す一方で、スタート地点を長居公園内へ改めて設定することを前提に、公園内のランニングコース（1周2.813kmで最大高低差4.4m）を周回ルートとしてコースに組み込む案が浮上。周回ルート約15周（正確には14周と4/5）分と競技場内のトラックを合わせた総延長42.195kmのコースを、第40回大会の特例措置として採用することを開催の10日前（1月21日）に決定した。
周回ルートは反時計回りで、例年のルートでは複数の地点に設けられる給水所を1ヶ所に集約させたため、出場選手には周回ルートを走行中に8回（スペシャルドリンク8本分）まで給水することを認めていた。ただし、選手同士による接触のリスクを回避すべく、招待選手用の給水所をコースの内側、一般参加選手用の給水所をコースの外側に設置。さらに、3周目・7周目・10周目を対象に、関門封鎖時刻を設定した。
その一方で、例年併催されている大阪ハーフマラソンや大阪エンジョイRUNは、感染の拡大を防止する目的で中止。上記のルートで唯一開催されたフルマラソンの部では、日本以外の国から選手の招待・一般参加受付やペースメーカーの招聘を見送ったことに伴う特例措置として、活動の拠点を日本国内に置く男子選手（川内優輝、ひらまつ病院所属の田中飛鳥、岩田勇治など5名）がペースメーカーを務めた。また、例年の大会より参加者の総数を1/5程度にまで絞ったところ、日本国内から99名の女子選手がエントリー。エントリーの条件に加えられたPCR検査で陰性が確認された76名が、実際に参加している。
日本陸連では、新型コロナウイルスへの感染再拡大などの可能性を想定しながら、2020年内に上記の周回ルート案を計画。周回ルートを組み込んだコースの距離を同年中に計測したうえで、ワールドアスレティックスから距離の認証を受けていた。男子選手がペースメーカーとして女子選手を先導することを受けて、日本陸連では第40回大会を男女混合レースとして開催した。男子のペースメーカーからは、先頭集団を先導していた川内が男子1位の2時間21分58秒、第2集団を先導していた田中飛鳥が男子2位の2時間23分45秒で完走した。

#### 2022年の対応
大会事務局と日本陸連は、2022年7月にアメリカ合衆国のオレゴン州で開かれる世界陸上選手権の女子マラソン種目における日本代表選考会を兼ねて、同年1月30日に第41回大会を開催することを2021年内に発表。公道をルートに組み込んだ例年のコースを若干変更した（詳細前述）うえで2019年（第39回）大会以来2年振りに使用することや、スタート・フィニッシュ地点のヤンマースタジアム長居に観客の入場を条件付きで認めること や、2021年に中止していた大阪ハーフマラソンを2年振りに併催することも打ち出した。当大会については、日本以外の国から選手の招待・一般参加受付やペースメーカーの招聘を見送る一方で、活動の拠点を日本国内に置く男子選手6名（川内優輝、岩田、田中飛鳥、神野大地、福田穣、寺田夏生）をペースメーカーに起用したため、2021年（第40回）大会に続いて男女混合レースとして開催されることになった。青山学院大学陸上競技部への在籍中に東京箱根間往復大学駅伝競走（箱根駅伝）の5区で「三代目山の神」との異名を取った神野にとって、フルマラソン大会でペースメーカーを務めることは、男子単独のレースを含めても初めてである。
実際には、2022年に入ってから、大阪府内で新型コロナウイルスへの感染が再び拡大。第41回大会開催直前の1月25日からは、新型インフルエンザ等対策特別措置法に基づくまん延防止等重点措置が大阪府に適用されている。もっとも、第41回大会については、中止や長居公園内を周回するルートへのコース変更までに至らなかった。開催の当日には上記の方針に沿ってヤンマースタジアム長居に観客を入場させた ものの、ホテルニューオータニ大阪を使用する「選手村」のオープンに際して例年開催している開村式 や、同スタジアムの周辺で当日に予定していたイベントは中止。沿道での応援についても、新型コロナウイルスワクチンの接種が日本国内の在住者の間で進んでいることなどを理由に容認していた2021年内の方針から一転して、大会事務局や日本陸連などが開催の4日前（2022年1月26日）から自粛を呼び掛けていた。
レース中は、神野・福田・田中が先頭集団、川内と寺田が第2集団、岩田が第3集団を牽引。川内は2時間24分59秒、寺田は2時間25分0秒、岩田は2時間27分38秒で完走したため、いずれのゴールタイムも前年の川内に続いて「男子の部」の記録として公認されている。

## 直近の成績
| 順位 | 氏名                         | 国名・所属     | タイム        |
| ---- | ---------------------------- | -------------- | ------------- |
| 優勝 | ウォルケネシュ・エデサ       | エチオピア     | 2時間21分00秒 |
| 2    | 小林香菜                     | 日本・大塚製薬 | 2時間21分19秒 |
| 3    | 鈴木優花                     | 日本・第一生命 | 2時間21分33秒 |
| 4    | ロナチェムタイ・サルピーター | イスラエル     | 2時間24分03秒 |
| 5    | 松下菜摘                     | 日本・天満屋   | 2時間26分04秒 |

| 場所     | 競技場 スタート | 中間点       | 競技場 フィニッシュ |
| -------- | --------------- | ------------ | ------------------- |
| 時刻     | 12:15           | 13:21        | 14:26               |
| 天候     | 晴れ            | 曇り         | 晴れ                |
| 気温     | 10.9 ℃          | 11.2 ℃       | 13.7 ℃              |
| 湿度     | 42 %            | 43 %         | 35 %                |
| 風向風速 | 西 1.3 m/s      | 南西 1.0 m/s | 北北西 2.4 m/s      |

| 順位 | 氏名                   | 国名・所属     | タイム        |
| ---- | ---------------------- | -------------- | ------------- |
| 優勝 | ウォルケネシュ・エデサ | エチオピア     | 2時間18分51秒 |
| 2    | 前田穂南               | 日本・天満屋   | 2時間18分59秒 |
| 3    | 松田瑞生               | 日本・ダイハツ | 2時間23分07秒 |
| 4    | ステラ・チェサン       | ウガンダ       | 2時間23分36秒 |
| 5    | 佐藤早也伽             | 日本・積水化学 | 2時間24分43秒 |

| 場所     | 競技場 スタート | 中間点       | 競技場 フィニッシュ |
| -------- | --------------- | ------------ | ------------------- |
| 時刻     | 12:15           | 13:23        | 14:33               |
| 天候     | 晴れ            | 曇り         | 雨                  |
| 気温     | 9.3 ℃           | 11.2 ℃       | 9.2 ℃               |
| 湿度     | 50 %            | 43 %         | 61 %                |
| 風向風速 | 北西 1.3 m/s    | 北東 0.8 m/s | 東南東 1.9 m/s      |

日本陸上競技連盟が、前年（2023年10月15日）開催の「マラソングランドチャンピオンシップ」（MGC：2024年パリオリンピック・男女マラソン競技日本代表選考レース）の一環として、名古屋ウィメンズマラソンと合わせて「MGCファイナルチャレンジ」の対象レースへ指定。女子マラソン競技の日本代表枠（3枠）のうち2枠分まで内定したMGCと同様に、本大会と上記2レースでのゴールタイムが2時間21分41秒（日本陸上競技連盟が設定する派遣設定記録）を切った選手から最も速いタイムを出した選手に代表の残り1枠を充てる方針を打ち出していた。
大会の開催に際しては、パリオリンピックへの出場を女子マラソンで目指さないことをかねてから公言している新谷仁美（積水化学）を、2020年（第40回）以来4大会振りにペースメーカーへ起用した。前年のヒューストンマラソンを2時間19分24秒（女子マラソン競技における当時の日本歴代2位の記録）で完走していた新谷の起用は、「日本の長距離界のレベルを引き上げたい」という本人の意向にもよる。
レースは、前年のMGC女子レースで7位に終わった前田、2019年（第39回）大会の優勝で2020東京オリンピック・女子マラソン競技への出場権を一時手中に収めながら「補欠」扱いで出場に至らなかった松田、前年の第42回大会で転倒によって途中棄権を余儀なくされた佐藤、エデサ、チェサンが先頭集団を形成。日本国内の女子マラソンにおける日本人選手の最速記録（一山麻緒が松田に代わって2020東京オリンピックへの出場権を得る決め手にもなった2020年名古屋ウィメンズマラソンでの2時間20分29秒）を上回るペースで長堀通へ突入したが、中間点を通過した直後の長い下り坂で、前田が突如ペースメーカーより前に飛び出した。前田はその後も、野口みずき（テレビ中継1号車の解説者）が現役時代の2005年にベルリンマラソンで樹立した日本記録（2時間19分12秒）を大きく上回るペースで快走。しかし、自己最速記録が2時間18秒台のエデサが31.2km付近の地点で前田を追い抜くと、リードを保ったまま大会新記録の2時間18分51秒で優勝した。
前田は給水に2度失敗しながらも、エデサから大きく離されずに追走を続けたあげく、野口の日本記録をおよそ19年振りに更新する2時間18分59秒というタイムでエデサから8秒後にフィニッシュ。パリオリンピックの女子マラソン日本代表における「残り1枠」が名古屋ウィメンズマラソンの後まで確定しない状況でのレースで、日本のプロ野球界において前年の日本シリーズを制した阪神タイガース・岡田彰布監督（コースの一部が設定されている大阪市東成区玉造の出身）の口癖にあやかって「アレ」と繰り返し称していた（海外開催分のレースを含めての）日本新記録を樹立した。
松田は一時5位にまで後退したものの、最終盤に追い上げた末に全体の3位（日本人内2位）でゴールに到達。ゴールタイム（2時間23分7秒）が前述の派遣設定記録を1分半ほど下回ったため、フィニッシュ後には、名古屋ウィメンズマラソンへの出場を回避（パリオリンピックへの出場を事実上断念）することを明言した。その名古屋ウィメンズマラソンでは安藤友香が自己最速記録で優勝したものの、ゴールタイム（2時間21分18秒）が前田の日本記録に及ばなかったため、前田のパリオリンピック出場が事実上内定している。
「ネクストヒロイン」枠からは、現役の大学生（大阪芸術大学女子駅伝部員）にして、前年の7月から松竹芸能で芸能活動を始めている北川星瑠（きたがわ・ひかる）などが出場。北川はフルマラソン未経験ながら、2時間34分11秒というゴールタイム（全体の18位）で完走した。
| 順位 | 氏名                     | 国名・所属     | タイム        |
| ---- | ------------------------ | -------------- | ------------- |
| 優勝 | ヘヴン・ハイル・デッセ   | エチオピア     | 2時間21分13秒 |
| 2    | メセレット・ゴラ・シセイ | エチオピア     | 2時間22分12秒 |
| 3    | 安藤友香                 | 日本・ワコール | 2時間22分59秒 |
| 4    | 上杉真穂                 | 日本・スターツ | 2時間25分18秒 |
| 5    | 吉川侑美                 | 日本・ユニクロ | 2時間25分20秒 |

| 場所     | 競技場 スタート | 中間点       | 競技場 フィニッシュ |
| -------- | --------------- | ------------ | ------------------- |
| 時刻     | 12:15           | 13:25        | 14:36               |
| 天候     | 晴れ            | 曇り         | 曇り                |
| 気温     | 7.5 ℃           | 7.3 ℃        | 7.5 ℃               |
| 湿度     | 48 %            | 40 %         | 45 %                |
| 風向風速 | 西 2.0 m/s      | 南西 1.7 m/s | 西北西 1.9 m/s      |

2011年（第30回）以来使われてきた公道コースを大幅に変更したうえで、2019年（第39回）大会以来3年振りに「女子単独レース」として開催。海外からの招待選手が3年振り、前田彩里（ダイハツ）が結婚・出産を経て4年振りに出場した一方で、吉川が32歳にしてフルマラソンデビューを果たした。レースの序盤は、「海外招待選手」のデッセとシセイ、MGCへの出場権を獲得済みの安藤・上杉・佐藤早也伽（積水化学）、この大会での獲得を目指す岩出玲亜（デンソー）などが先頭集団を構成。佐藤は7km過ぎに岩出との交錯によって転倒してからも、両膝から血を流しながらレースを続けたが、野口英盛（積水化学監督）の判断によって18.8km付近で棄権した。さらに、18kmを過ぎたところで、上杉も先頭集団から脱落。その後は安藤がデッセとシセイを相手に先頭争いを展開したものの、30km付近で2人のスパートに振り切られたばかりか、レース前の目標に挙げていた「自己最速記録（2時間21分36秒）の更新」も成らなかった。その一方で、上杉は第2集団に吸収されてからも、粘り強く走り続けた末に日本人選手内2位でゴールイン。また、第2集団を構成した他の選手から、吉川・前田・池田千晴（日立）・大東優奈（天満屋）がMGCへの出場権を新たに獲得した。なお、招待選手全体でベストタイムが最も速い（2時間20分18秒の）マウリーン・チェプケモイ（ケニア）は、先頭集団からの脱落を経て25km過ぎで棄権。2021年（「男女混合レース」として開催された第41回大会）で女子の部2位の前田穂南（天満屋）は「国内招待選手」、第39回大会で日本勢2位（全体4位）の中野円花（ノーリツ）は「準招待選手」に名を連ねていたが、いずれも左足の故障を理由に欠場した。
| 順位 | 氏名       | 国名・所属     | タイム        |
| ---- | ---------- | -------------- | ------------- |
| 優勝 | 松田瑞生   | 日本・ダイハツ | 2時間20分52秒 |
| 2    | 上杉真穂   | 日本・スターツ | 2時間22分29秒 |
| 3    | 松下菜摘   | 日本・天満屋   | 2時間23分05秒 |
| 4    | 谷本観月   | 日本・天満屋   | 2時間23分11秒 |
| 5    | 阿部有香里 | 日本・しまむら | 2時間24分02秒 |

| 場所     | 競技場 スタート | 中間点     | 競技場 フィニッシュ |
| -------- | --------------- | ---------- | ------------------- |
| 時刻     | 12:10           | 13:13      | 14:20               |
| 天候     | 晴れ            | 曇り       | 曇り                |
| 気温     | 8.2 ℃           | 8.7 ℃      | 8.5 ℃               |
| 湿度     | 47 %            | 34 %       | 48 %                |
| 風向風速 | 北北東 1.2 m/s  | 北 1.1 m/s | 北東 0.5 m/s        |

開催の経緯や条件については前述。2019年の第39回大会優勝によって2020年東京オリンピック・女子マラソン種目への出場権を一時手中に収めていたものの、後述する事情から「補欠」（日本代表候補）扱いで出場に至らなかった松田が、再起を期すべく2大会振りに出場。日本国内の女子フルマラソン大会における一山麻緒の日本選手最速記録（「女子単独レース」として2019年大会の2ヶ月後に開催された名古屋ウィメンズマラソンでの2時間20分29秒）ばかりか、テレビ中継で解説を担当する野口みずきが17年間保持してきた女子フルマラソン日本記録（「男女混合レース」として開催された2005年ベルリンマラソンでの2時間19分12秒）を上回るペースで、序盤から上杉との一騎打ちを展開した。25km過ぎからは、男子のペースメーカー（神野大地など3選手）をも凌駕する勢いで独走。結局、この年の7月に開催される世界陸上オレゴン大会への派遣標準記録を上回るゴールタイム（2時間20分52秒）で自身3度目の優勝を果たしたほか、2024年パリオリンピックの女子マラソン種目に向けたマラソングランドチャンピオンシップ（MGC）への出場権をいち早く獲得した。この記録は前年の第40回大会（前述した特例措置によって第41回とは異なるコースで開催）で一山が樹立した大会記録（2時間21分11秒）をも上回っているが、前年に続いて男子選手がペースメーカーを務める「男女混合レース」として開催されたため、松田のゴールタイムは前年の一山に続いて男女混合レースとしての大会記録、2003年大会で野口が記録した2時間21分18秒（一山に更新されるまでは日本国内女子フルマラソン大会における日本人最速記録）は女子単独レースとしての大会記録として併記されることになった。松田による通算3回目の優勝は本大会における日本選手の最多（この大会では出場が見送られた海外からの招待選手を含めればカトリン・ドーレの4回に次ぐ歴代2位の）記録に当たるが、本人は30km過ぎからペースを徐々に落としたことから、レース後のインタビューでは「一山選手のタイム（前述した日本国内記録）が（この大会における）最低ライン（秘かな目標）で、ラストスパートを重視しながらレースに臨んだので、最低ラインをクリア（上回ることが）できなかったことは率直に言って悔しい。（世界陸上やオリンピックのような）世界（トップレベル）の大会で今日のレースのように終盤で失速していれば、おそらく負けているだろう」と語っている 。第40回大会では4位だった上杉は、松田から1分37秒差を付けられながらも、2位でゴールに着いたばかりか自己最速記録を大幅に更新。川内優輝と寺田夏生がペースメーカーを務めた第2集団から35km過ぎに抜け出した松下が3位に入ったほか、上杉、途中まで第2集団で並走していた谷本、阿部、6位の佐藤早也伽（積水化学）とともにMGCへの出場権を獲得した。なお、この大会をもって競技生活から引退することを表明していた加藤岬（九電工）は9位（ゴールタイムは2時間28分27秒）で、8位までに相当する「入賞」へわずかに及ばなかった。
| 順位 | 氏名       | 国名・所属                         | タイム        |
| ---- | ---------- | ---------------------------------- | ------------- |
| 女1  | 一山麻緒   | 日本・ワコール                     | 2時間21分11秒 |
| 男1  | 川内優輝   | 日本・あいおいニッセイ同和損害保険 | 2時間21分58秒 |
| 女2  | 前田穂南   | 日本・天満屋                       | 2時間23分30秒 |
| 女3  | 阿部有香里 | 日本・しまむら                     | 2時間24分41秒 |
| 女4  | 上杉真穂   | 日本・スターツ                     | 2時間24分52秒 |
| 女5  | 萩原歩美   | 日本・豊田自動織機                 | 2時間26分15秒 |

| 時刻     | 12:10      | 13:00        | 14:00      | 14:32          |
| 天候     | 晴れ       | 曇り         | 晴れ       | 晴れ           |
| 気温     | 10.2 ℃     | 10.8 ℃       | 10.5 ℃     | 10.6 ℃         |
| 湿度     | 50 %       | 45 %         | 42 %       | 40 %           |
| 風向風速 | 西 0.7 m/s | 南西 1.8 m/s | 西 1.4 m/s | 北北東 0.7 m/s |

開催の経緯や条件については前述。（開催の時点ではこの年の夏季まで1年延期されている）2020年東京オリンピック・女子マラソン日本代表の一山と前田が揃って招待されたことに加えて、開催の直前にコースを高低差4.4mの周回ルートへ急遽変更したことや、「五輪イヤーに向けて『チームJAPAN』で戦う」という日本陸連の方針で日本トップレベルの男子選手（川内優輝など）をペースメーカーへ起用したこと などを背景に、テレビ中継で解説を担当する野口みずきが16年間保持してきた女子フルマラソン日本記録（2時間19分12秒）への挑戦に注目が集まった。実際には、野口の日本記録達成時（男女混合レースで男子のペースメーカーが先導していた2005年ベルリンマラソン） を上回るペースで、一山と前田が序盤から一騎討ちを展開。5周目の途中（13km過ぎ）で前田が遅れ始めてからは、一山が川内に引っ張られる格好で独走状態に入った。中間点を過ぎてから一時ペースが落ちた影響で日本記録の更新はならなかったが、野口が2003年の当大会で樹立した女子マラソンの日本国内最高記録（2時間21分18秒）を上回るタイム（2時間21分11秒）で優勝。一山のゴールタイムは男女混合レースとしての大会記録、2003年大会における野口のゴールタイム（前述）は女子単独レースとしての大会記録として併記されることになった。川内は長居陸上競技場へ入る直前（40km地点）まで一山を先導した後に、「（ペースメーカーでありながらテレビ中継で）ゴールシーンに映り込むような真似はしたくない」との配慮からペースを落としながらも、一山から47秒遅れ（2時間21分58秒）で前田より先にゴール。川内のフルマラソン完走は通算108回目だが、ペースメーカーとしての完走は初めて で、一般参加扱いで出場した妻（川内侑子）も16位で完走した（ゴールタイムは2時間40分22秒）。なお、前田および、一般参加選手の阿部・上杉は自己最高記録を更新。前年の第39回大会でペースメーカーを務めた萩原が、フルマラソン初挑戦 にして5位入賞を果たした。さらに、一般参加選手として出場した62歳の弓削田眞理子（埼玉石川眼科）も2時間52分13秒というタイムで完走。順位こそ48位ながら、自身が保持するフルマラソン大会における60歳以上の女子世界最高記録（2時間56分54秒）を大幅に更新した。
| 順位 | 氏名                   | 国名・所属     | タイム        |
| ---- | ---------------------- | -------------- | ------------- |
| 優勝 | 松田瑞生               | 日本・ダイハツ | 2時間21分47秒 |
| 2    | ミミ・ベルテ           | バーレーン     | 2時間22分40秒 |
| 3    | シンタエフ・レウェテン | エチオピア     | 2時間23分03秒 |
| 4    | メスケレム・アセファ   | エチオピア     | 2時間23分31秒 |
| 5    | リサ・ウェイトマン     | オーストラリア | 2時間26分02秒 |

| 場所     | 競技場 スタート | 中間点       | 競技場 フィニッシュ |
| -------- | --------------- | ------------ | ------------------- |
| 時刻     | 12:10           | 13:17        | 14:32               |
| 天候     | 晴れ            | 晴れ         | 曇り                |
| 気温     | 10.2 ℃          | 13.7 ℃       | 12.0 ℃              |
| 湿度     | 62 %            | 36 %         | 50 %                |
| 風向風速 | 西 0.5 m/s      | 南東 0.2 m/s | 西 1.3 m/s          |

日本陸上競技連盟が、前年（2019年9月15日）開催の「マラソングランドチャンピオンシップ」（MGC：2020年東京オリンピック・男女マラソン競技日本代表選考レース）の一環として、さいたま国際マラソン（同年限りで終了）・名古屋ウィメンズマラソンと並んで「MGCファイナルチャレンジ」の対象レースへ指定。女子マラソン競技の日本代表枠（3枠）のうち2枠分まで内定したMGCと同様に、本大会と上記2レースでのゴールタイムが2時間22分22秒（日本陸上競技連盟が設定する派遣設定記録）を切った選手から最も速いタイムを出した選手に代表の残り1枠を充てる方針を打ち出していたため、この記録の突破を促すような環境の下で開催された（詳細後述）。序盤は、MGCに参加しながら内定を見送られていた日本勢（松田・小原怜・福士加代子）が中心になって先頭集団を形成すると、例年より多い5人のペースメーカー（ハーフマラソン日本記録保持者の新谷仁美など）に率いられながら、例年より速いペースでレースを展開。しかし、小原は17.5km地点、福士は20.5km地点で先頭集団から脱落した。対する松田は、野口みずきの大会記録（旧コース時代の2003年大会で達成）を上回るペースで31.1km地点からトップを独走した末に、日本人の女子マラソン選手で歴代6位・大会歴代2位（2011年以降の現行コースではトップ）のゴールタイム（2時間21分47秒）で2年振り2度目の優勝。33.7km地点からペースが落ちた影響で大会記録の更新までには至らなかったが、派遣設定記録を突破したことから、日本代表3枠目の選考対象に残った。福士は25km付近で棄権を申し出た後に、（トラック競技を含めての）オリンピック5大会連続出場へのラストチャンスとして、名古屋ウィメンズマラソン（「MGCファイナルチャレンジ」最終レース）へ出場することを明言。前年の本大会で2位（日本勢トップ）・MGCで3位に入っていた小原は完走したものの、2時間28分12秒というゴールタイムで総合13位（日本勢で3位）にとどまった。その一方で、前年の第9回神戸マラソン・女子の部で優勝した「市民ランナー」の山口遥（東京AC・KITAからの一般参加選手）が、2時間26分35秒というゴールタイムで総合7位に入賞。ドイツから初めて出場したカタリナ・スタインラック（本大会の最多優勝者カトリン・ドーレの実娘）も、2時間28分48秒というタイム（総合14位）で完走した。ちなみに、本大会が開かれた2019年度の陸上長距離界では、底の厚いランニングシューズ（NIKEの「ヴェイパーフライ」など）を履いた選手から好記録が続出。本大会の開催直前には、国際陸上競技連盟が競技大会での使用を規制する可能性が報じられていた。本大会には規制が適用されなかったものの、優勝者の松田が履いていたシューズはいわゆる「非厚底型」で、外反母趾に合わせて三村仁司とニューバランスが共同で開発していた。
| 順位 | 氏名                   | 国名・所属     | タイム        |
| ---- | ---------------------- | -------------- | ------------- |
| 優勝 | ファツマ・サド         | エチオピア     | 2時間25分39秒 |
| 2    | 小原怜                 | 日本・天満屋   | 2時間25分46秒 |
| 3    | ボルネス・ジェプキルイ | ケニア         | 2時間26分01秒 |
| 4    | 中野円花               | 日本・ノーリツ | 2時間27分39秒 |
| 5    | 阿部有香里             | 日本・しまむら | 2時間28分02秒 |

| 場所     | 競技場 スタート | 中間点     | 競技場 フィニッシュ |
| -------- | --------------- | ---------- | ------------------- |
| 時刻     | 12:10           | 13:19      | 14:35               |
| 天候     | 晴れ            | 晴れ       | 晴れ                |
| 気温     | 8.4 ℃           | 8.7 ℃      | 9.0 ℃               |
| 湿度     | 47 %            | 34 %       | 41 %                |
| 風向風速 | 東 1.4 m/s      | 北 0.1 m/s | 東 1.1 m/s          |

前年（2018年）の第37回大会に続いてマラソングランドチャンピオンシップ（MGC）シリーズの対象レースに指定されたことから、「日本人選手内の1 - 3位で完走した場合にはゴールタイムが2時間28分0秒以内、4 - 6位で完走した場合には2時間27分0秒以内」という条件を満たした日本人選手に、MGCへの出場資格を与えることが定められていた。先頭集団はスタート直後から、5Kmごとに17分で走るペースメーカーを追走。過去の大会で2度優勝した福士加代子も、2016年リオデジャネイロ五輪以来2年5か月振りのフルマラソン出走ながら、先頭集団に加わっていた。しかし、12.7km地点付近で、「ネクストヒロイン」として出場していた大森菜月と接触。そのはずみで転倒したため、右目の上や両膝から出血する事態に陥った。その後も走り続けたが、24.8km付近で先頭集団から遅れ始めると、数回立ち止まった末に35.5km地点で途中棄権。優勝争いは、25Km地点からサド、小原、ジェプキルイの3人に絞られた末に、38.3km過ぎからトップに立ったサドがそのまま制した。なお、この年に限って導入された「ラップチャレンジ」（詳細前述）では、総合3位のジェプキルイが最速のタイム（17分32秒）で賞金50万円を獲得。日本人の最高順位は、前年（2018年）の名古屋ウィメンズマラソン・ベルリンマラソンとの2大会でワイルドカード扱いでMGC出場資格を既に得た小原の総合2位だった。また、2時間27分台で日本人2位（総合4位）に入った中野に、MGCへの出場権が新たに与えられた。その一方で、日本人3着（総合5位）の阿部は、前述したMGC出場資格条件のゴールタイムに2秒及ばなかった。
| 順位 | 氏名             | 国名・所属         | タイム        |
| ---- | ---------------- | ------------------ | ------------- |
| 優勝 | 松田瑞生         | 日本・ダイハツ     | 2時間22分44秒 |
| 2    | 前田穂南         | 日本・天満屋       | 2時間23分48秒 |
| 3    | 安藤友香         | 日本・スズキ浜松AC | 2時間27分37秒 |
| 4    | アニャ・シェール | ドイツ             | 2時間29分29秒 |
| 5    | 吉田香織         | 日本・TEAM R×L     | 2時間29分53秒 |

| 場所     | 競技場 スタート | 中間点     | 競技場 フィニッシュ |
| -------- | --------------- | ---------- | ------------------- |
| 時刻     | 12:10           | 13:16      | 14:23               |
| 天候     | 曇り            | 曇り       | 曇り                |
| 気温     | 5.0 ℃           | 4.5 ℃      | 4.4 ℃               |
| 湿度     | 49 %            | 46 %       | 53 %                |
| 風向風速 | 北西 1.2 m/s    | 東 1.9 m/s | 東 2.1 m/s          |

マラソングランドチャンピオンシップ（MGC）シリーズ対象レースへの指定後初めて開催されたことから、「日本人選手内の1 - 3位で完走した場合にはゴールタイムが2時間28分0秒以内、4 - 6位で完走した場合には2時間27分0秒以内」という条件を満たした日本人選手に、MGCへの出場資格を与えることが定められていた。レースでは、前年（2017年）に名古屋ウィメンズマラソンでの優勝を経てロンドン世界陸上の女子マラソンへ出場した安藤友香、前年の北海道マラソン優勝によって女子選手で最初にMGCへの出場権を得ていた前田穂南、ヤンマースタジアム長居に近い大阪市住吉区の出身でフルマラソン初挑戦の松田瑞生が、前半からペースメーカーを振り切る勢いで先頭争いを展開。25km過ぎから前田がいち早く先頭集団を抜け出したものの、31kmの手前で松田がトップに浮上した。松田はそのまま快走を続けると、日本歴代9位（女子フルマラソンへのデビュー戦としては日本歴代3位）の2時間22分44秒というゴールタイムで、初マラソン・初優勝という快挙を達成。27km付近で先頭争いから後退した安藤も、2時間27分台のゴールタイムで3位に入り、優勝者の松田と共にMGCへの出場権を与えられた。
| 順位 | 氏名                   | 国名・所属     | タイム        |
| ---- | ---------------------- | -------------- | ------------- |
| 優勝 | 重友梨佐               | 日本・天満屋   | 2時間24分22秒 |
| 2    | 堀江美里               | 日本・ノーリツ | 2時間25分44秒 |
| 3    | 田中華絵               | 日本・第一生命 | 2時間26分19秒 |
| 4    | セレナ・ブルラ         | アメリカ合衆国 | 2時間26分53秒 |
| 5    | シタヤ・ハルテゲブレル | バーレーン     | 2時間28分36秒 |

| 場所     | 競技場 スタート | 中間点     | 競技場 フィニッシュ |
| -------- | --------------- | ---------- | ------------------- |
| 時刻     | 12:10           | 13:19      | 14:34               |
| 天候     | 曇り            | 曇り       | 曇り                |
| 気温     | 10.2 ℃          | 12.9 ℃     | 11.1 ℃              |
| 湿度     | 41 %            | 36 %       | 44 %                |
| 風向風速 | 南西 0.5 m/s    | 北 0.2 m/s | 西 0.1 m/s          |

先頭集団は最初の5Km地点が17分21秒、10Km地点で34分26秒で通過。14Km付近の下り坂で先頭グループのペースが上がり、先頭集団は6人に。20Km付近では堀江、加藤岬、吉田香織の3人に絞られる中、25Km過ぎで堀江自らロングスパートで突き放して一人先頭に立つ。だが、14Kmから第2グループに待機していた重友が25Km辺りから追走を開始、30Km以降からややペースが落ちた堀江を、重友が猛迫の態勢に入った。35.5Km地点で、ついに重友は堀江を追い越して逆転に成功。レース終盤の重友は完全独走と成り、結果2時間24分台の記録で同大会5年振り2回目の優勝を達成。その後重友は、世界陸上ロンドン大会の女子マラソン日本代表へ正式に選出されたが、2位の堀江は惜しくも補欠に廻される。尚、前2016年リオデジャネイロ五輪・女子マラソン46位の伊藤舞は、19Km辺りで当時重友らの居た第2グループからも脱落し、結局11位に終わった。
| 順位 | 氏名                     | 国名・所属     | タイム        |
| ---- | ------------------------ | -------------- | ------------- |
| 優勝 | 福士加代子               | 日本・ワコール | 2時間22分17秒 |
| 2    | 堀江美里                 | 日本・ノーリツ | 2時間28分20秒 |
| 3    | 竹中理沙                 | 日本・資生堂   | 2時間29分14秒 |
| 4    | ディアナ・ロバチェブスケ | リトアニア     | 2時間30分09秒 |
| 5    | 重友梨佐                 | 日本・天満屋   | 2時間30分40秒 |

| 場所     | 競技場 スタート | 中間点       | 競技場 フィニッシュ |
| -------- | --------------- | ------------ | ------------------- |
| 時刻     | 12:10           | 13:21        | 14:33               |
| 天候     | 晴れ            | 晴れ         | 晴れ                |
| 気温     | 9.0 ℃           | 12.0 ℃       | 11.7 ℃              |
| 湿度     | 42 %            | 33 %         | 40 %                |
| 風向風速 | 南 1.1 m/s      | 南東 2.5 m/s | 南東 1.6 m/s        |

リオデジャネイロオリンピック・女子マラソン選考会を兼ねたレースとなり、4年前のロンドン五輪選考会と同様、重友梨佐と福士加代子らの一騎打ちが注目される。10km地点ではペースメーカーが3分23秒のハイペースで突っ走ると、先頭争いは福士、重友、竹中理沙、チェピエゴの4人だけに。15km過ぎで、前回ロンドン五輪女子マラソン代表だった重友が先頭集団から脱落、中間点の先頭集団は福士、竹中、チェピエゴが1時間10分27秒で通過。24km過ぎ、依然高速のペースメーカーについたのは福士のみとなり、チェピエゴと竹中が徐々に遅れ始める。30km地点でペースメーカーが外れてからは、福士の完全独走となる。その後も福士は大きくペースダウンする事無く、日本陸連の五輪女子マラソン設定記録（2時間22分30秒）を13秒上回り、3年ぶり2回目の優勝を達成、福士はリオ五輪女子マラソン日本代表入りをほぼ確定的にした（その後同年3月17日に、福士はリオ五輪女子マラソン日本代表選手に正式選出された）。
| 順位 | 氏名                 | 国名・所属           | タイム        |
| ---- | -------------------- | -------------------- | ------------- |
| 取消 | タチアナ・ガメラ     | ウクライナ           | 2時間22分09秒 |
| 優勝 | エレナ・プロコプツカ | ラトビア             | 2時間24分07秒 |
| 2    | 重友梨佐             | 日本・天満屋         | 2時間26分39秒 |
| 3    | 渡邊裕子             | 日本・エディオン     | 2時間28分36秒 |
| 4    | 城戸智恵子           | 日本・キヤノンAC九州 | 2時間29分08秒 |
| 5    | 新宅里香             | 日本・しまむら       | 2時間29分27秒 |

| 場所     | 競技場 スタート | 中間点     | 競技場 フィニッシュ |
| -------- | --------------- | ---------- | ------------------- |
| 時刻     | 12:10           | 13:18      | 14:32               |
| 天候     | 晴れ            | 晴れ       | 晴れ                |
| 気温     | 10.0 ℃          | 12.0 ℃     | 10.5 ℃              |
| 湿度     | 50 %            | 40 %       | 51 %                |
| 風向風速 | 北東 1.2 m/s    | 北 1.0 m/s | 北 0.7 m/s          |

世界陸上北京大会女子マラソン・国内選考会を兼ねた当大会は、序盤の5Km付近でガメラ独りが先頭集団から飛び出したが、8Km過ぎには重友も集団を抜け出し、10Km手前で重友はガメラに追いついた。その後は二人の一騎打ちとなり、中間点は1時間11分15秒で通過。道頓堀橋南詰の折返し点を過ぎると、ガメラのロングスパートに重友はついていけず、以降はガメラの完全独走に。ややペースが落ちた重友は、30Km過ぎの給水点で後方から追い上げた、エレナ・プロコプツカにもかわされる。結果、ガメラが2時間22分台の記録で優勝（のち失格・取消）、約2分遅れでプロコプツカが2位（のち優勝者に繰上げ）、それから約2分半遅れて重友が日本人首位の3位（のち2位に繰上）に入り、3年前の同大会優勝以来久々の好走を見せた。この重友の積極果敢なレース内容が評価され、世界陸上北京大会女子マラソン日本代表に選出される。だが、2014年11月の横浜国際女子マラソン（同年限りで開催終了）で優勝し、選考対象レースで唯一の日本人優勝者だった田中智美が世界陸上代表から落選する事態となり、日本陸連に対し多くのマラソン関係者・ファン達から反論意見が相次いだ。
| 順位 | 氏名                       | 国名・所属     | タイム        |
| ---- | -------------------------- | -------------- | ------------- |
| 取消 | タチアナ・ガメラシュミルコ | ウクライナ     | 2時間24分37秒 |
| 優勝 | 赤羽有紀子                 | 日本・ホクレン | 2時間26分00秒 |
| 2    | カロリナ・ヤジンスカ       | ポーランド     | 2時間26分31秒 |
| 3    | 前田彩里                   | 日本・佛教大学 | 2時間26分46秒 |
| 4    | マルタ・レマ               | エチオピア     | 2時間28分06秒 |
| 5    | ナタリア・プチコワ         | ロシア         | 2時間28分44秒 |

| 場所     | 競技場 スタート | 中間点     | 競技場 フィニッシュ |
| -------- | --------------- | ---------- | ------------------- |
| 時刻     | 12:10           | 13:17      | 14:35               |
| 天候     | 曇り            | 曇り       | 晴れ                |
| 気温     | 9.6 ℃           | 10.5 ℃     | 9.5 ℃               |
| 湿度     | 61 %            | 45 %       | 49 %                |
| 風向風速 | 東 1.9 m/s      | 北 2.8 m/s | 南東 2.0 m/s        |

4年振りにペースメーカー抜きでレースを開催。当初は野口みずきも出場を予定していたが、大会直前に右大腿部の疲労骨折が判明したため、3年連続で大会を欠場した。レースでは、この大会を最後に第一線から退くことを表明していた赤羽有紀子が、19km手前から37kmまでタチアナ・ガメラシュミルコと一進一退の先頭争いを展開。37km過ぎでガメラシュミルコに振り切られたものの、日本人トップの2位（当初・のち優勝に繰り上げ）で引退レースを締めくくった。また、仏教大学4年生の前田彩里が、一般参加選手でトップの3位に入賞。従来の日本学生記録を5分縮めるゴールタイムで、マラソンデビューを果たした。さらに、前田の母・淳子も、一般参加ながら2時間55分24秒という好タイムで完走。前田親子の合計タイムは5時間22分10秒で、ギネスブックに登録されている親子による同一マラソンでの合計ゴールタイムの世界記録（5時間30分21秒）を上回った。国内招待選手の1人として出場した2012年大会優勝者の重友梨佐は、序盤こそ先頭集団の中で快走していたが、15km過ぎから急激に失速。結局、自己ワースト記録の2時間58分45秒で63位に終わった。
| 順位 | 氏名                       | 国名・所属       | タイム        |
| ---- | -------------------------- | ---------------- | ------------- |
| 取消 | タチアナ・ガメラシュミルコ | ウクライナ       | 2時間23分58秒 |
| 優勝 | 福士加代子                 | 日本・ワコール   | 2時間24分21秒 |
| 2    | 渡邊裕子                   | 日本・エディオン | 2時間25分56秒 |
| 3    | 小﨑まり                   | 日本・ノーリツ   | 2時間26分41秒 |
| 4    | リサ・ウェイトマン         | オーストラリア   | 2時間29分09秒 |
| 5    | カロリナ・ヤジンスカ       | ポーランド       | 2時間30分29秒 |

| 場所     | 競技場 スタート | 中間点         | 競技場 フィニッシュ |
| -------- | --------------- | -------------- | ------------------- |
| 時刻     | 12:10           | 13:18          | 14:34               |
| 天候     | 晴れ            | 晴れ           | 晴れ                |
| 気温     | 6.4 ℃           | 5.4 ℃          | 7.2 ℃               |
| 湿度     | 50 %            | 50 %           | 53 %                |
| 風向風速 | 南西 1.5 m/s    | 南南西 1.0 m/s | 南東 1.5 m/s        |

前年同様に野口みずきがエントリーするも、急性胃腸炎により2年連続の欠場に。本番でのペースメーカーは17分/5km前後で推移、それに付いた先頭集団は5人に絞られる。30km地点でペースメーカー離脱後は福士加代子の独走態勢となり、35kmではタチアナ・ガメラシュミルコに30秒差をつけたが、福士は徐々にペースダウンし40km地点では19秒差に。結果ガメラシュミルコの猛迫に逃げ切れず、ゴール迄残り1km過ぎで福士は逆転されてしまうが、日本人トップの2位（当初・のち優勝に繰り上げ）に入る。世界陸上モスクワ大会女子マラソンで即内定条件の、日本陸連の派遣設定記録の2時間23分59秒以内に届かずも、4月25日に福士は世界陸上で初の女子マラソン日本代表に選出された。
| 順位 | 氏名                       | 国名・所属               | タイム        |
| ---- | -------------------------- | ------------------------ | ------------- |
| 優勝 | 重友梨佐                   | 日本・天満屋             | 2時間23分23秒 |
| 取消 | タチアナ・ガメラシュミルコ | ウクライナ               | 2時間24分46秒 |
| 2    | 野尻あずさ                 | 日本・第一生命           | 2時間24分57秒 |
| 3    | 堀江知佳                   | 日本・ユニバーサル       | 2時間28分35秒 |
| 4    | 嶋原清子                   | 日本・セカンドウィンドAC | 2時間29分51秒 |
| 5    | 佐藤由美                   | 日本・資生堂             | 2時間32分49秒 |

| 場所     | 競技場 スタート | 中間点     | 競技場 フィニッシュ |
| -------- | --------------- | ---------- | ------------------- |
| 時刻     | 12:10           | 13:16      | 14:33               |
| 天候     | 曇り            | 曇り       | 曇り                |
| 気温     | 5.5 ℃           | 6.6 ℃      | 6.5 ℃               |
| 湿度     | 56 %            | 46 %       | 50 %                |
| 風向風速 | 西北西 1.3 m/s  | 北 0.8 m/s | 東 0.5 m/s          |

当初は「アテネ五輪女子マラソン金メダリスト」野口みずきと「長距離トラックの女王」福士加代子との対決で注目されたが、本番4日前に野口が故障欠場すると大会事務局が発表した。レース当日は過去数年間で比較的天候が良好で、好記録が期待された。序盤から4人のペースメーカーの内3人もいなくなるほどのハイペースで進み、22km過ぎの折返し地点では重友梨佐と福士の一騎討ちとなった。しかし27km手前で福士が脱落し、重友の独走状態になる。結果重友が日本女子歴代9位の好タイムで優勝を果たし、ロンドン五輪代表最有力候補となり、3月12日の理事会で正式に五輪日本代表へ選出された。福士は4年前の大阪国際と同様に、再び後半で失速してしまい9位（当初・のち8位）に終わる。なお5位（当初・のち4位に繰り上げ）に入った嶋原清子は、この大阪国際を最後に第一線から引退となった。
| 順位 | 氏名                   | 国名・所属         | タイム        |
| ---- | ---------------------- | ------------------ | ------------- |
| 優勝 | 赤羽有紀子             | 日本・ホクレン     | 2時間26分29秒 |
| 2    | 伊藤舞                 | 日本・大塚製薬     | 2時間26分55秒 |
| 3    | 堀江知佳               | 日本・ユニバーサル | 2時間27分26秒 |
| 4    | アンナ・インチェルティ | イタリア           | 2時間27分33秒 |
| 5    | 木﨑良子               | 日本・ダイハツ     | 2時間29分35秒 |

| 場所     | 競技場 スタート | 中間点     | 競技場 フィニッシュ |
| -------- | --------------- | ---------- | ------------------- |
| 時刻     | 12:10           | 13:15      | 14:36               |
| 天候     | 晴れ            | 晴れ       | 晴れ                |
| 気温     | 3.0 ℃           | 4.0 ℃      | 4.3 ℃               |
| 湿度     | 49 %            | 51 %       | 44 %                |
| 風向風速 | 東 2.4 m/s      | 南 1.5 m/s | 北東 2.3 m/s        |

第30回大会記念として、コースの一部が新しく変更された（前述参照）。しかし前回第29回大会より低い気温と、冷たい強風が吹く悪条件となった。前年の同大会では途中棄権の赤羽有紀子が、終始先頭集団につく積極的な走りを見せる。34km付近から赤羽と伊藤舞とのマッチレースとなるが、残り3km辺りで赤羽がスパートして伊藤を引き離し、赤羽がマラソン初優勝を果たした。なお世界陸上大邱大会女子マラソン代表の内定条件である、2時間26分以内でのゴールは出来なかったが、同世界陸上女子マラソン代表は2011年4月21日に、優勝の赤羽と2位の伊藤が二人揃って選出された。
| 順位 | 氏名             | 国名・所属     | タイム        |
| ---- | ---------------- | -------------- | ------------- |
| 優勝 | アマネ・ゴベナ   | エチオピア     | 2時間25分14秒 |
| 2    | マリサ・バロス   | ポルトガル     | 2時間25分44秒 |
| 3    | 小﨑まり         | 日本・ノーリツ | 2時間26分27秒 |
| 4    | リディア・シモン | ルーマニア     | 2時間27分11秒 |
| 5    | 小幡佳代子       | 日本・アコム   | 2時間27分19秒 |

| 場所     | 競技場 スタート | 中間点       | 競技場 フィニッシュ |
| -------- | --------------- | ------------ | ------------------- |
| 時刻     | 12:10           | 13:18        | 14:35               |
| 天候     | 雨              | 雨           | 雨                  |
| 気温     | 5.8 ℃           | 5.0 ℃        | 6.2 ℃               |
| 湿度     | 70 %            | 75 %         | 83 %                |
| 風向風速 | 西 0.5 m/s      | 北東 0.2 m/s | 北北西 1.5 m/s      |

降雨による低温が選手達を苦しめ、記録的には平凡な結果に終わった。途中まで先頭を引っ張った赤羽有紀子は、大会直前に足を痛めていたこともあり、25km地点を過ぎてペースダウン、結局39km付近で途中棄権となる。日本人1位は小﨑まりだったが、2010年11月の広州アジア競技大会代表は、駅伝シーズンと重なる事も有り辞退した。また小幡佳代子は、所属先の陸上部が廃部による引退レースとなったが、出走した全てのフルマラソンを完走という名誉で締め括った。
| 順位 | 氏名             | 国名・所属         | タイム        |
| ---- | ---------------- | ------------------ | ------------- |
| 優勝 | 渋井陽子         | 日本・三井住友海上 | 2時間23分42秒 |
| 2    | 赤羽有紀子       | 日本・ホクレン     | 2時間25分40秒 |
| 3    | 原裕美子         | 日本・京セラ       | 2時間26分57秒 |
| 4    | 大平美樹         | 日本・三井住友海上 | 2時間27分08秒 |
| 5    | リディア・シモン | ルーマニア         | 2時間27分14秒 |

| 場所     | 競技場 スタート | 中間点       | 競技場 フィニッシュ |
| -------- | --------------- | ------------ | ------------------- |
| 時刻     | 12:10           | 13:19        | 14:34               |
| 天候     | 晴れ            | 晴れ         | 晴れ                |
| 気温     | 6.7 ℃           | 9.2 ℃        | 6.0 ℃               |
| 湿度     | 73 %            | 52 %         | 70 %                |
| 風向風速 | 東南東 1.5 m/s  | 北東 0.8 m/s | 東 2.1 m/s          |

2008年11月の東京国際女子マラソンで独走しながら30km過ぎに失速して4位に終わった渋井陽子が、2か月という短期間で強行出場。30km地点で自らロングスパートを仕掛け、その後も先頭を争っていた赤羽有紀子を31km過ぎで振り切って優勝、雪辱を果たした。渋井自身、マラソンでは2004年9月のベルリンマラソン以来4年4か月ぶり、大阪国際女子では8年ぶりの優勝を果たし、これにより世界陸上ベルリン大会の日本代表に内定した。また2位の赤羽も、世界陸上ベルリン大会の代表入りを果たしている。
| 順位 | 氏名             | 国名・所属         | タイム        |
| ---- | ---------------- | ------------------ | ------------- |
| 優勝 | マーラ・ヤマウチ | イギリス           | 2時間25分10秒 |
| 2    | 森本友           | 日本・天満屋       | 2時間25分34秒 |
| 3    | ジュリア・モンピ | ケニア・アルゼ     | 2時間26分00秒 |
| 4    | 大平美樹         | 日本・三井住友海上 | 2時間26分09秒 |
| 5    | 扇まどか         | 日本・十八銀行     | 2時間26分55秒 |

| 場所     | 競技場 スタート |
| -------- | --------------- |
| 時刻     | 12:10           |
| 天候     | 曇り            |
| 気温     | 6.3 ℃           |
| 湿度     | 61 %            |
| 風向風速 | 南南西 1.9 m/s  |

マラソン転向が注目された福士加代子が、自身の初マラソンとして出場。スタートの長居陸上競技場を飛び出してからは福士一人だけ抜け出て先頭に立ち、序盤から独走に。大会記録が期待される程のハイペースで突っ走ったが、30kmを過ぎて急激に失速し、レース終盤に入ると次々後続選手に抜かれていった。40km以降の福士はフラフラの状態で走り続けるも、ゴール直前で4度も転倒してしまう。その度に福士は立ち上がり何とかゴール地点には辿り着いたが、結局19位と惨敗に終わる。尚、優勝は35km手前で福士を捕らえて逆転したマーラ・ヤマウチ、2位に森本友が入った。
日本陸連強化本部長の澤木啓祐は、他選手らが福士を警戒し過ぎてややスローペースな展開となった点を指摘、日本人トップの森本も優勝を逃した事で「北京五輪代表選出は厳しい」との見解を示した。その後3月9日の名古屋国際女子マラソンが事実上3枚目の五輪切符をかけたレースとなり、優勝した中村友梨香が北京五輪女子マラソンに代表選出され、森本は補欠に廻された。
| 順位 | 氏名     | 国名・所属     | タイム        |
| ---- | -------- | -------------- | ------------- |
| 優勝 | 原裕美子 | 日本・京セラ   | 2時間23分48秒 |
| 2    | 小﨑まり | 日本・ノーリツ | 2時間24分39秒 |
| 3    | 加納由理 | 日本・資生堂   | 2時間24分43秒 |
| 4    | 大越一恵 | 日本・ダイハツ | 2時間31分04秒 |
| 5    | 江崎由佳 | 日本・九電工   | 2時間31分35秒 |

| 場所     | 競技場 スタート | 中間点       | 競技場 フィニッシュ |
| -------- | --------------- | ------------ | ------------------- |
| 時刻     | 12:10           | 13:17        | 14:34               |
| 天候     | 晴れ            | 晴れ         | 晴れ                |
| 気温     | 9.9 ℃           | 13.5 ℃       | 9.6 ℃               |
| 湿度     | 50 %            | 45 %         | 48 %                |
| 風向風速 | 北東 1.5 m/s    | 北東 0.5 m/s | 東南東 1.7 m/s      |

29km過ぎまで原裕美子と渋井陽子の二人が先頭を激しく争っていたが、その後原が渋井を突き放してからは独走して優勝。同一コースで行われる世界陸上大阪大会の、女子マラソン代表第1号に原が即内定となる。なお2位に入った小﨑まりも、原と同じく世界陸上大阪大会代表に選出された。3位の加納由理は、ゴールタイムでは選考基準をクリアし、前年11月の東京国際女子マラソン覇者・土佐礼子の優勝記録を上回ったが、惜しくも補欠に留まった。渋井は30km以降完全にスローダウンとなり、数人の選手にかわされて10位に終わった。
| 順位 | 氏名               | 国名・所属         | タイム        |
| ---- | ------------------ | ------------------ | ------------- |
| 1    | 野口みずき         | 日本・グローバリー | 2時間21分18秒 |
| 2    | 千葉真子           | 日本・豊田自動織機 | 2時間21分45秒 |
| 3    | 坂本直子           | 日本               | 2時間21分51秒 |
| 4    | ローラ・キプラガト | ケニア             | 2時間22分22秒 |
| 5    | 小﨑まり           | 日本               | 2時間23分30秒 |

### タチアナ・ガメラによるドーピング違反
第32回大会（2013年）から第34回大会（2015年）までは、タチアナ・ガメラ（ウクライナ）が、3大会続けてトップでゴール。第31回（2012年）では2位に入っていた。
しかし、ガメラの生体パスポート検査で異常値が検出されたことをきっかけに、ガメラがドーピング防止規則違反を犯していたことが第34回大会後に判明。2015年11月24日には、ウクライナ陸上競技連盟が本人に対して、2019年9月までに開催される全ての大会への出場を停止する処分を科した。さらに、ガメラが2011年8月以降に出場した大会での記録を、すべて取り消すことを発表した。
日本陸上競技連盟では、上記の期間にガメラが出場した国内大会の主催者に対して、記録取り消しなどの措置を講じることを2015年12月22日付で通達。当大会の事務局でも、同選手の競技成績を記録から削除した上で、同選手よりも下位で完走した選手の各順位を1つずつ繰り上げた。その結果、第32回で当初2位の福士加代子、第33回で当初2位の赤羽有紀子、第34回で当初2位のエレナ・プロコプツカを、優勝者として正式に認定した。

### 2020東京オリンピックの日本代表選考
2018年・2019年の大会は、2020年東京オリンピックの女子マラソン競技で日本に3人分の代表枠が割り当てられていることを踏まえて、日本陸上競技連盟（日本陸連）から日本代表候補を決める「マラソングランドチャンピオンシップ」（MGC）シリーズの対象レースに指定されていた。この指定を背景に、2019年・2020年の大会では、中学生時代に陸上競技の選手だった浦沢直樹の描き下ろしによる女性ランナーのイラストをイメージキャラクターに採用。2018年の大会では松田瑞生（優勝）と安藤友香（総合3位で日本勢の2位）、2019年の大会では中野円花（総合4位で日本勢の2位）がMGCの出場権を獲得した。
2019年9月15日に東京23区内で開催されたMGCでは、2018年の大会で松田と安藤の後塵を拝していた前田穂南が優勝。本大会への出場経験がない鈴木亜由子が2時間29分2秒というゴールタイムで2位、出場権を獲得後に臨んだ2019年の本大会で日本勢の最上位（2位）を記録していた小原怜が3位に入った。鈴木・小原ともMGCに出場するまでMGCの設定記録（2時間21分0秒）を突破していなかったため、日本陸連ではMGCの結果を受けて、優勝者の前田と2位の鈴木をオリンピック代表に内定した。
日本陸連では、2020年の大会についても、さいたま国際マラソン・名古屋ウィメンズマラソンとともに「MGCファイナルチャレンジ」の対象レースへ指定。以上2大会と本大会でのゴールタイムが2時間22分22秒（派遣設定記録）以内で、最も速いタイムを出した選手を残り1枠（3枠目）の代表に内定する方針を打ち出した。なお、派遣設定記録を上回る選手が出なかった場合には、3枠目をMGC3位の小原へ充てることになっていた。
松田と小原が改めて出場した2020年の大会では、上記の事情を背景に、レースの途中まで先頭集団を先導するペースメーカーを従来の3人から5人に増員。2013年世界陸上競技選手権大会・女子10000mで5位入賞を果たした後に、4年半のブランクを経て、前年（2019年）から競技生活を再開したばかりの新谷仁美（大会9日前の1月16日に参加したアラムコヒューストンハーフマラソンで1時間6分38秒のハーフマラソン日本記録を樹立）も12km地点までのペースメーカーに起用した。また、レースのテレビ中継を担当する関西テレビも、大会史上初めての試みでサポート。ペースメーカーが走るペースを一定に保つ目的で「ペースメーカー制御バイク」を走らせたうえで、バイクに乗車しているディレクターから、ペースメーカーに対して1kmごとに指示を出していた。さらに、先頭集団（30km地点まではペースメーカー）の前方を走るテレビ中継車の後部ラックにシチズン製の正式時計を設置したうえで、5km単位でのラップタイムを随時表示させた。その結果、MGCで4位だった松田が、派遣標準記録より速い大会歴代2位のタイム（日本人の女子フルマラソン選手で歴代6位に相当する2時間21分47秒）で2年振り2度目の優勝。小原は2時間28分12秒というゴールタイム（総合13位）に終わったため、MGCの終了後から暫定的に保持していた3枠目の代表権が消滅（松田へ暫定的に移行）した。
2020年の大会を途中で棄権した福士は、棄権からおよそ1か月半後（3月8日）に名古屋ウィメンズマラソンへ出場したが、この大会でも途中棄権を余儀なくされた。しかし、一山麻緒が松田を上回るゴールタイム（2時間20分29秒：日本人の女子フルマラソン選手で歴代4位・日本国内の女子マラソン大会における日本人選手の最高記録）で優勝したため、日本陸上競技連盟は一山を3人目の代表に内定。松田と小原が補欠に回ることも決まった。2020年大会の前後から日本国内で新型コロナウイルスへの感染が拡大している影響で、東京オリンピックの開催は2021年に延期されることが決まったが、日本代表選手と補欠選手の扱いは延期中も維持。同年の本大会には、一山と前田が国内招待選手として出場した。

## 歴代優勝者一覧
優勝者の氏名・国名・所属は当時、 優勝タイム は（当時の）大会記録、 -数字- は優勝回数。
|    | 開催日        | 氏名                                                    | 優勝タイム                                              | 代表選手選考会 等                                                                                                |
| -- | ------------- | ------------------------------------------------------- | ------------------------------------------------------- | --- |
| 1  | 1982年1月24日 | リタ・マルキシオ (ITA)                                  | 2時間32分55秒                                           | 「大阪女子マラソン」としてスタート                                                                               |
| 2  | 1983年1月30日 | キャリー・メイ (IRL)                                    | 2時間29分23秒                                           | 世界陸上ヘルシンキ大会 日本国内のレースでは初の2時間20分台                                                       |
| 3  | 1984年1月29日 | カトリン・ドーレ (DDR)                                  | 2時間31分41秒                                           | ロサンゼルス五輪                                                                                                 |
| 4  | 1985年1月27日 | キャリー・メイ (IRL) -2-                                | 2時間28分07秒                                           | 「大阪国際女子マラソン」に改名                                                                                   |
| 5  | 1986年1月26日 | ロレーン・モラー (NZL)                                  | 2時間30分24秒                                           | ソウルアジア大会                                                                                                 |
| 6  | 1987年1月25日 | ロレーン・モラー (NZL) -2-                              | 2時間30分40秒                                           | 世界陸上ローマ大会 御堂筋を取り入れたコースに一部変更                                                            |
| 7  | 1988年1月31日 | リサ・マーチン (AUS)                                    | 2時間23分51秒                                           | ソウル五輪 |
| 8  | 1989年1月29日 | ロレーン・モラー (NZL) -3-                              | 2時間30分21秒                                           | |
| 9  | 1990年1月28日 | ロザ・モタ (PRT)                                        | 2時間27分47秒                                           | 北京アジア大会                                                                                                   |
| 10 | 1991年1月27日 | カトリン・ドーレ (DEU) -2-                              | 2時間27分43秒                                           | 1991世界陸上東京大会 御堂筋を新橋跡まで延長し折返すコースに変更                                                  |
| 11 | 1992年1月26日 | 小鴨由水 (JPN)(ダイハツ)                                | 2時間26分26秒                                           | バルセロナ五輪 初マラソン世界最高記録（当時）                                                                    |
| 12 | 1993年1月31日 | 浅利純子 (JPN)(ダイハツ)                                | 2時間26分26秒                                           | 世界陸上シュトゥットガルト大会                                                                                   |
| 13 | 1994年1月30日 | 安部友恵 (JPN)(旭化成)                                  | 2時間26分09秒                                           | 広島アジア大会 第78回日本選手権を兼ねる                                                                          |
| 14 | 1995年1月29日 | 大会直前の1月17日に阪神・淡路大震災が発災した影響で中止 | 大会直前の1月17日に阪神・淡路大震災が発災した影響で中止 | 世界陸上イェーテボリ大会                                                                                         |
| 15 | 1996年1月28日 | カトリン・ドーレ (DEU) -3-                              | 2時間26分04秒                                           | アトランタ五輪                                                                                                   |
| 16 | 1997年1月26日 | カトリン・ドーレ (DEU) -4-                              | 2時間25分57秒                                           | 世界陸上アテネ大会 第81回日本選手権を兼ねる                                                                      |
| 17 | 1998年1月25日 | リディア・シモン (ROU)                                  | 2時間28分31秒                                           | バンコクアジア大会                                                                                               |
| 18 | 1999年1月31日 | リディア・シモン (ROU) -2-                              | 2時間23分24秒                                           | 世界陸上セビリア大会                                                                                             |
| 19 | 2000年1月30日 | リディア・シモン (ROU) -3-                              | 2時間22分54秒                                           | シドニー五輪 第84回日本選手権を兼ねる                                                                            |
| 20 | 2001年1月28日 | 渋井陽子 (JPN)(三井住友海上)                            | 2時間23分11秒                                           | 世界陸上エドモントン大会 初マラソン世界最高記録（当時）                                                          |
| 21 | 2002年1月27日 | ローナ・キプラガト (KEN)                                | 2時間23分55秒                                           | 釜山アジア大会                                                                                                   |
| 22 | 2003年1月26日 | 野口みずき (JPN)(グローバリー)                          | 2時間21分18秒                                           | 世界陸上パリ大会 2017年3月まで、国内レースの最高記録                                                             |
| 23 | 2004年1月25日 | 坂本直子 (JPN)(天満屋)                                  | 2時間25分29秒                                           | アテネ五輪 |
| 24 | 2005年1月30日 | エレナ・プロコプツカ (LVA)                              | 2時間22分56秒                                           | 世界陸上ヘルシンキ大会                                                                                           |
| 25 | 2006年1月29日 | キャサリン・ヌデレバ (KEN)                              | 2時間25分05秒                                           | ドーハアジア大会                                                                                                 |
| 26 | 2007年1月28日 | 原裕美子 (JPN)(京セラ)                                  | 2時間23分48秒                                           | 世界陸上大阪大会                                                                                                 |
| 27 | 2008年1月27日 | マーラ・ヤマウチ (GBR)                                  | 2時間25分10秒                                           | 北京五輪 |
| 28 | 2009年1月25日 | 渋井陽子 (JPN)(三井住友海上) -2-                        | 2時間23分42秒                                           | 世界陸上ベルリン大会                                                                                             |
| 29 | 2010年1月31日 | アマネ・ゴベナ (ETH)                                    | 2時間25分14秒                                           | 広州アジア大会                                                                                                   |
| 30 | 2011年1月30日 | 赤羽有紀子 (JPN)(ホクレン)                              | 2時間26分29秒                                           | 世界陸上大邱大会 御堂筋を道頓堀橋まで延長し折返すコースに変更                                                    |
| 31 | 2012年1月29日 | 重友梨佐 (JPN)(天満屋)                                  | 2時間23分23秒                                           | ロンドン五輪 第96回日本選手権を兼ねる                                                                            |
| 32 | 2013年1月27日 | 福士加代子 (JPN)(ワコール)                              | 2時間24分21秒                                           | 世界陸上モスクワ大会                                                                                             |
| 33 | 2014年1月26日 | 赤羽有紀子 (JPN)(ホクレン) -2-                          | 2時間26分00秒                                           | 仁川アジア大会                                                                                                   |
| 34 | 2015年1月25日 | エレナ・プロコプツカ (LVA) -2-                          | 2時間24分07秒                                           | 世界陸上北京大会 第99回日本選手権を兼ねる                                                                        |
| 35 | 2016年1月31日 | 福士加代子 (JPN)(ワコール) -2-                          | 2時間22分17秒                                           | リオデジャネイロ五輪                                                                                             |
| 36 | 2017年1月29日 | 重友梨佐 (JPN)(天満屋) -2-                              | 2時間24分22秒                                           | 世界陸上ロンドン大会                                                                                             |
| 37 | 2018年1月28日 | 松田瑞生 (JPN)(ダイハツ)                                | 2時間22分44秒                                           | ジャカルタアジア大会 マラソングランドチャンピオンシップシリーズ対象レース                                        |
| 38 | 2019年1月27日 | ファツマ・サド (ETH)                                    | 2時間25分39秒                                           | 世界陸上ドーハ大会 マラソングランドチャンピオンシップシリーズ対象レース                                          |
| 39 | 2020年1月26日 | 松田瑞生 (JPN)(ダイハツ) -2-                            | 2時間21分47秒                                           | 2020東京五輪（MGCファイナルチャレンジ）                                                                          |
| 40 | 2021年1月31日 | 一山麻緒 (JPN)(ワコール)                                | 2時間21分11秒                                           | 男子ペースメーカーの起用に伴って男女混合レースとして開催 コースを長居公園内の周回ルートに急遽変更                |
| 41 | 2022年1月30日 | 松田瑞生 (JPN)(ダイハツ) -3-                            | 2時間20分52秒                                           | 世界陸上オレゴン大会 マラソングランドチャンピオンシップシリーズ対象レース 公道を使用した男女混合レースとして開催 |
| 42 | 2023年1月29日 | ヘヴン・ハイル・デッセ (ETH)                            | 2時間21分13秒                                           | 世界陸上ブダペスト大会 マラソングランドチャンピオンシップシリーズ対象レース 3年振りに女子単独レースとして開催    |
| 43 | 2024年1月28日 | ウォルケネシュ・エデサ (ETH)                            | 2時間18分51秒                                           | パリ五輪（MGCファイナルチャレンジ）                                                                              |
| 44 | 2025年1月26日 | ウォルケネシュ・エデサ (ETH) -2-                        | 2時間21分00秒                                           | 2025世界陸上東京大会                                                                                             |

1. 1 2 3 4 5 6  大阪国際女子マラソン20年誌編纂委員会/編集『大阪国際女子マラソン20年誌』日本陸上競技連盟、2001年、81頁。
2. ↑  震源に近く、当時のメインスポンサーだったダイエーの店舗が多数所在していた兵庫県の南部などに甚大な被害が出たことから、大会に関与することが告知されていた企業や団体は被災地域の復旧を優先。当時ダイエーが運営していた店舗では、大会を中止することを伝える文書を店頭に貼り出していた。当大会へのエントリーを済ませていた選手のうち、当時の日本代表候補選手は、2ヶ月後（3月開催）の名古屋国際女子マラソンに回っている。
3. ↑  男女混合レースとして開催された2021年の第40回大会で、優勝した一山のゴールタイムがこの記録を上回ったことから、同大会以降は女子単独レースとしての大会記録と扱われている。
4. ↑  2017年名古屋ウィメンズマラソンで更新する。
5. ↑  Microsoft Word - 2012大会要項(B.doc - outline.pdf
6. ↑  JAAF主催大会放送予定を公開しています | 公益財団法人日本陸上競技連盟
7. ↑  指定された記録を上回るゴールタイムで完走した優勝者の松田と、3位の安藤友香（スズキ浜松AC）が出場権を獲得。
8. ↑  指定されたタイム（2時間28分00秒）を上回った4位の中野円花（ノーリツ）（記録：2時間27分39秒）が出場権を獲得。
9. 1 2  2003年の第22回大会で野口が樹立した大会記録を上回っているが、男女混合レースとしての大会記録として野口の記録と併記されている。
10. ↑  優勝者の松田から6位の佐藤早也伽（積水化学）までの6名が、指定されたタイム（2時間28分00秒）を上回ったため出場権を獲得。
11. ↑  日本人選手内トップ（全体3位）の安藤友香と2位（全体4位）の上杉真穂は2022年内の他大会で出場権を得ていたが、日本人選手内3位（全体5位）の吉川佑美から6位（全体8位）の大東優奈（天満屋）までの4名が、指定されたタイム（2時間28分00秒）を上回ったことに伴って出場権を新たに獲得。

## 放送

### テレビ

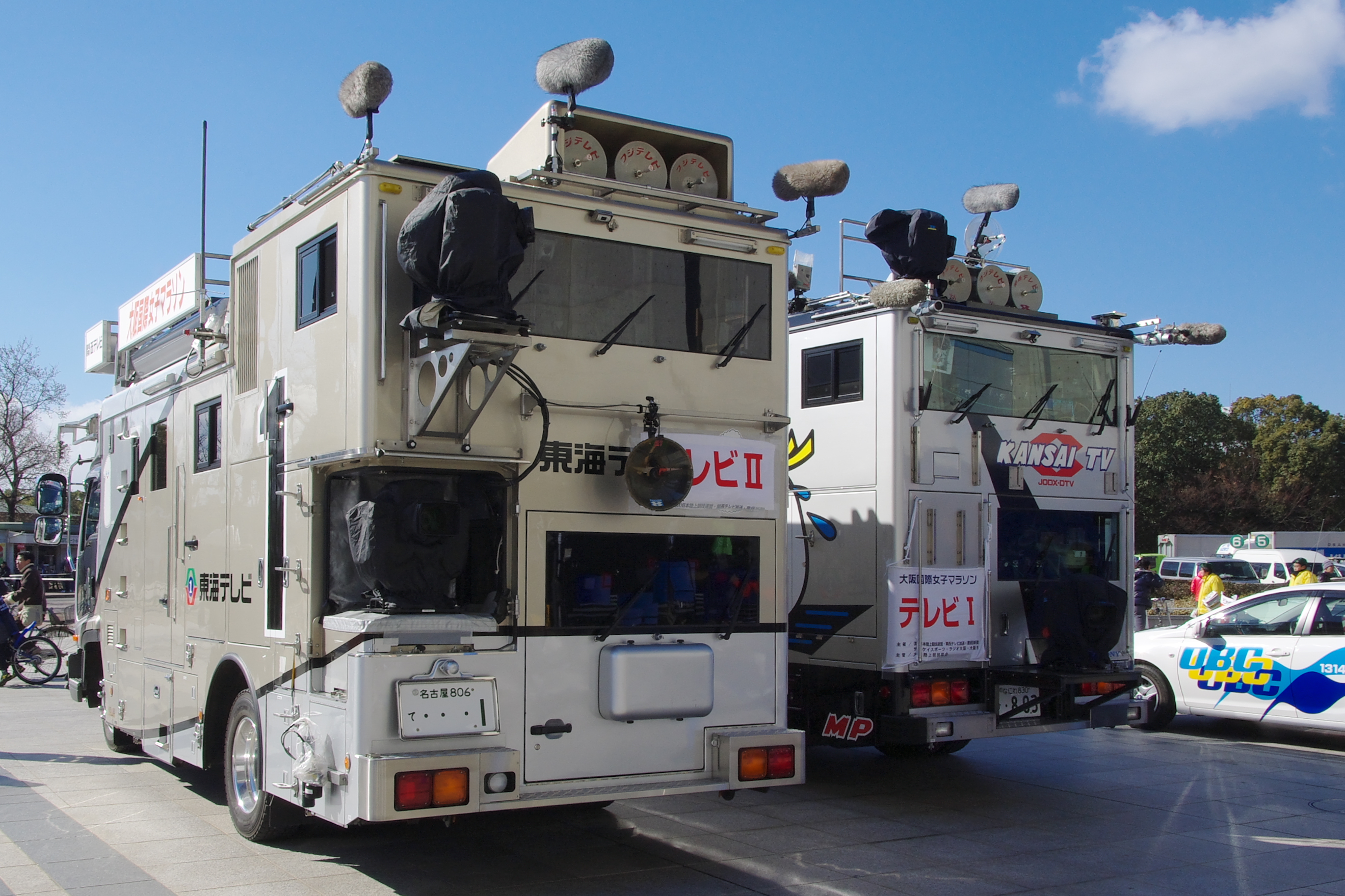
第30回（2011年）の実況中継放送に使われた東海テレビと関西テレビのロードレース移動中継車<左が東海テレビ・右が関西テレビの車両>

関西テレビが中継の制作を担当。同局が加盟するFNS系列の全28局で中継を放送するほか、一部の系列局（フジテレビ・東海テレビなど）が制作に協力している。以下では、2024年の43回大会中継におけるコメンタリー陣を記す。
- 関西テレビ本社内・放送センター
  - 解説：高橋尚子、渋井陽子、福士加代子
  - 実況：岡安譲（関西テレビアナウンサー）
- ヤンマーフィールド長居
  - 解説：有森裕子
  - 実況：新実彰平（関西テレビアナウンサー）
- 第1放送車
  - 解説：野口みずき
  - 実況：石田一洋（関西テレビアナウンサー）
- 第2放送車（サイドカー）
  - リポート：服部優陽（関西テレビアナウンサー）
- バイクリポート：千葉真子
- 沿道リポート：橋本和花子（関西テレビアナウンサー）
- 優勝者インタビュー・「ヒロインブース」進行：谷元星奈（同上）
- 選手・監督インタビュー：山本大貴（同上）
  - 第39回大会（2019年）までの中継は、関西テレビ本社（大阪市北区）のスタジオから副音声向けの生放送も実施。第37回（2017年）以降の大会では、第36回以前の大会で主音声の中継に出演していた大橋雄介（スポーツ担当）と高橋真理恵が進行役を務めていた[59]。
  - 第40回大会（2020年）からは、副音声に代わって地上波中継とのサイマル方式によるYouTube上でのライブ配信を開始。第41回大会（2022年）では、前年まで地上波中継の解説を長らく務めていた増田明美などが、「裏生実況」と称して地上波とは別立ての実況・解説に臨んでいる[60]。
  - 公道をコースに使用する例年の大会では、公道の走行に適した2台の大型移動中継車と、複数のバイクを使用。例年の大会では、メイン実況を担当するアナウンサーとメイン扱いの解説者が、先頭集団の前方を走る第1移動中継車（1号車）へ搭乗する[19]。また、解説者の千葉[61] と、関西テレビのスポーツアナウンサーから1名が二輪バイクや三輪のサイドカーに分乗しながらリポートを送っている。
    - 長居公園内のランニングコースを周回ルートとして使用することが急遽決まった第40回大会（2021年）では、ランニングコース上で出場選手が走行できるゾーンの全幅（6m）が例年のルート上の公道より狭いことから、前述した中継車の使用を断念。乗用車（協力社であるダイハツ工業製の軽乗用車など）やバイクを中継で駆使したほか、周回ルートを走行中の選手を俯瞰で撮影できるカメラを、公園内の2ヶ所に設置した。また、メイン実況の岡安と解説者の増田・野口は関西テレビ本社内の「放送センター」、他の解説者（有森と高橋）は（長居陸上競技場を含む）長居公園内から中継に出演していた[19][61]。
    - 第41回大会（2022年）から公道を組み込んだルートの使用を再開したことに伴って、公道上では移動中継車に実況アナウンサーと解説者が1名ずつ搭乗しながらレースの模様を伝える体制が復活。その一方で、他のアナウンサーから1名がリポート用に搭乗する自動車（放送上の呼称は「2号車」）を、バイクからサイドカーへ変更した。また、メイン扱いの実況アナウンサーと解説者は、第41回以降の大会でも関西テレビ本社内の「放送センター」からの出演を続けている。
- かつては、スポンサーからの要請でTBS系列の青森テレビでも2004年まで放送されたが、放送開始の12時の時点では同局がTBS系列である関係などから同時ネットが不可能であるため、時期によってはレース途中飛び乗り、又は1時間遅れ時差ネットが繰り返された。
- また、岩手県では岩手めんこいテレビが開局する以前、日本テレビ系のテレビ岩手→TBS系の岩手放送（現・IBC岩手放送）でも1991年まで放送され、IBCはJNN協定の事情で2時間遅れの時差ネットをしていたこともある。
- 山形県では当時フジテレビ系列だった山形テレビで1993年大会まで放送していた。1997年開局のさくらんぼテレビジョンでは翌年1998年開催よりネット開始。
- 第25回大会（2006年）から第27回大会（2008年）までは地上波放送の他にBSデジタル放送のBSフジ、関西テレビが運営するCS放送京都チャンネルで放送日当日に録画放送されていた。

#### エピソード
- 関西テレビのアナウンサーとして長年スポーツ実況を担当してきた馬場鉄志は、第11回大会（1992年）から第29回大会（2010年）まで、前述した1号車を通じて優勝争いを毎年伝えていた。第19回大会（2000年）では、優勝したリディア・シモン（ルーマニア）と2位の弘山晴美との壮絶な争いを、ぎりぎりまで絶叫しながら実況した。同局のアナウンサー時代に全国的な知名度を得ていた桑原征平（京都外国語大学の付属校である京都西高等学校の出身）も、海外での体当たり取材で英語によるスピーチを何度も披露していた経験を買われて、スポーツ担当でないにもかかわらず在職中（フジテレビへ出向していた1986年）に開催された第5回大会でロレーン・モラーへの優勝者インタビューを任されていた。その一方で、関西テレビアナウンサー時代の2016年までレースの実況を担当した後にスポーツ局へ異動した山田恭弘は、2024年に第43回大会の中継と関連番組（後述）でプロデューサーを務めている[62]。
- 第33回大会（2014年）までの放送では小倉智昭がMCを担当。直前番組では注目選手、中継の本編では、レースを終えたばかりの優勝選手に話を聞いていた。第29回大会（2010年）から第33回大会（2014年）までは、TOKIOの国分太一も中継や関連番組に出演。第34回（2015年）・第35回（2016年）大会では、武井壮（十種競技選手出身のタレント）がレース中に日本人の有力選手を沿道で応援する関係者へのインタビューも随時担当した。第37回大会（2018年）から第39回大会（2020年）までは、加藤綾子（フジテレビ出身のフリーアナウンサー）を、中継や「ヒロインブース」（日本人最上位で完走したばかりの選手を迎えるスタジオパート）のMCに起用。第38回大会（2019年）では、「芸能界きってのマラソンランナー」として知られる森脇健児を、副音声のゲストに迎えていた。第40回大会（2021年）で、関西テレビへの入社以来フルマラソンの実況を経験していなかった岡安が、メイン実況へ抜擢されるとともに中継全体を進行。第41回（2022年）以降の大会の中継でも、メイン実況と進行役を兼務している。
- 第14回大会が阪神・淡路大震災発災の影響で中止された1995年には、大会の中継を予定していた放送枠を『オールスターものまね王座決定戦!!スペシャル』（1994年10月本放送分の再放送）と『大震災の廃墟から立ち上げる人々』（報道特別番組）に充てた。
- 第24回（2005年）から第36回（2017年）までメインスポンサーに就いていた日東電工では、第29回（2010年）から第31回（2012年）まで、中継のCM枠で「日東電工社員マラソン」（当大会限定のCM）3シリーズを放送。長居陸上競技場などで収録されたマラソン風のロケ映像に、当時の役員や社員の一部が登場していた[63]。
- 2020年東京オリンピックの開催を控えて「待ってろ、東京。」というキャッチフレーズを掲げた第37回（2018年）・第38回（2019年）大会の放送では、皆口裕子が声を当てた「待ってろ、東京。」というフレーズ音源を流していた。同オリンピック女子マラソン日本代表の最終選考（MGCファイナルチャレンジ）を兼ねた第39回（2020年）大会では、VTRナレーターの北浦愛が、「最後は、私。」というキャッチフレーズで声を当てている。なお、2024年パリオリンピックに向けたMGCシリーズの先陣を切って開催された第41回（2022年）大会では、「パリこそ、私。」というキャッチフレーズを設定。第42回（2023年）大会および、パリオリンピック開幕の半年前（2024年1月）に組まれた第43回大会でも、このフレーズが使われている。
- 関西テレビでは、2024年の第43回大会で前田穂南が女子フルマラソン競技での日本記録を19年振りに更新したことを受けて、『前田穂南が走った、42.195 km。19年ぶり日本新記録の真実』というドキュメンタリー番組を制作。第43回大会の2週間後（同年2月11日の午前1:45 - 2:15）に関西ローカルで放送した。この番組では、山田がプロデュース、北浦がナレーションを担当。また、レース中継の制作チームが前田を2019年から定期的に取材していたことを踏まえて、5年分の密着取材映像と（未放送分を含む）中継のアーカイブ映像を編集で織り交ぜていた[62]。

#### イメージソング
第6回大会（1987年）から第37回大会（2018年）までのテレビ中継では、THE ALFEEが大会ごとに異なるイメージソングを提供していた。いずれの楽曲も、THE ALFEEの高見沢俊彦が、作曲と作詞を担当。大半の大会では、先頭集団が大阪城公園に差し掛かったタイミングでイメージソングを流していた。
THE ALFEEから提供された楽曲の総数は31曲で、提供を終了した2018年には、「同一国際スポーツ大会のテレビ放送における同一アーティストによる最多テーマソング数」としてギネス世界記録に認定。同年12月19日には、全31曲を収録したアルバム「Last Run!」が発売された。
| テーマ曲の推移 | テーマ曲の推移                  | テーマ曲の推移                                                                                                |
| 大会年         | 曲名                            | 備考 |
| -------------- | ------------------------------- | --- |
| 1987年         | 夢よ急げ                        | アルバム“ALFEE”収録曲                                                                                         |
| 1988年         | It's Alright                    | シングル“My Truth”のカップリング、本大会のイメージソングとして最初に書き下ろされた曲                          |
| 1989年         | High-Heel Resistance            | アルバム“DNA Communication”収録曲                                                                             |
| 1990年         | FLOWER REVOLUTION               | 1990年発売のシングルタイトル曲                                                                                |
| 1991年         | Arcadia                         | 同名アルバム収録曲                                                                                            |
| 1992年         | Someday                         | シングル“Promised Love”のカップリング曲                                                                       |
| 1993年         | Running Wild                    | シングル“BELIEVE”のカップリング曲                                                                             |
| 1994年         | 風を追いかけて                  | シングル“もう一度君に逢いたい”のカップリング曲。                                                              |
| 1995年         |                                 | (直前に発生した阪神淡路大震災の影響で大会中止)                                                                |
| 1996年         | Glory Days                      | シングル“LOVE NEVER DIES”のカップリング曲                                                                     |
| 1997年         | LIBERTY BELL                    | アルバム“夢幻の果てに”収録曲で1995年大会で使用予定だった。クラシックアレンジは“THE ALFEE CLASSICS II”に収録。 |
| 1998年         | Beyond the Win                  | シングル“Brave Love 〜Galaxy Express 999”のカップリング曲                                                     |
| 1999年         | Beginning of the Time           | シングル“希望の鐘が鳴る朝に”のカップリング曲                                                                  |
| 2000年         | 自由になるために                | シングル“NEVER FADE”のカップリング曲                                                                          |
| 2001年         | Change the wind                 | シングル“Juliet”のカップリング曲                                                                              |
| 2002年         | Chaos（カオス）の世界           | シングル“太陽は沈まない”のカップリング曲                                                                      |
| 2003年         | 孤独な世代                      | アルバム“THE BEST 1997-2002 〜aprés Nouvelle Vague〜”のボーナストラック曲                                     |
| 2004年         | 夜明けの星を目指して            | シングル“希望の橋”のカップリング曲                                                                            |
| 2005年         | ZeRoになれ!                     | シングル“100億のLove Story”のカップリング曲                                                                   |
| 2006年         | ONE                             | シングル“Innocent Love”のカップリング曲                                                                       |
| 2007年         | Dear My Life                    | 2007年発売のシングルタイトル曲                                                                                |
| 2008年         | Wonderful Days                  | シングル“Lifetime Love”のカップリング曲                                                                       |
| 2009年         | Shining Run〜輝く道に向かって〜 | シングル“この愛を捧げて”のカップリング曲                                                                      |
| 2010年         | GET YOUR CHANCE                 | アルバム“新世界 -Neo Universe-”収録曲                                                                         |
| 2011年         | Let It Go                       | 2011年発売のシングルタイトル曲                                                                                |
| 2012年         | 生きよう                        | 2012年発売のシングルタイトル曲                                                                                |
| 2013年         | もう一度ここから始めよう        | 2013年発売のシングルタイトル曲のうちの1曲                                                                     |
| 2014年         | LOVES FOR ONE                   | シングル“英雄の詩”のカップリング曲                                                                            |
| 2015年         | One Step ～再始動～             | アルバム“三位一体”収録曲                                                                                      |
| 2016年         | 風の翼                          | シングル“今日の続きが未来になる”のカップリング曲                                                              |
| 2017年         | 創造への楔                      | シングル“あなたに贈る愛の歌”のカップリング曲(通常盤にのみ収録)                                                |
| 2018年         | 勇気凛々                        | アルバム“Last Run!”収録曲                                                                                     |

補足
- 高見沢・坂崎幸之助・桜井賢の3名で構成されるTHE ALFEEが1987年からイメージソングを提供した背景には、当時のテレビ中継技術などの制約によって、走者がルートの複雑な大阪城公園に入ると中継の電波などが途切れやすかったことが挙げられる。関西テレビでは、このような事情を背景に、同公園内からの中継でイメージソングを流すことを考案[66]。THE ALFEEが当時ライブで披露していた『夢よ急げ』を、最初のイメージソングに採用した。高見沢によれば、「（『夢よ急げ』の歌詞の一節である）”シナリオのないドラマ”がマラソンのイメージによく合うのではないか」という同局からの提案を受けて、楽曲の使用を快諾したという。以上の経緯で迎えた同年の第6回大会では、小雪が舞う大阪城公園の中継映像に合わせて『夢よ急げ』を流した。
- 1990年の『Flower Revolution』は、この年に大阪で開催された国際花と緑の博覧会（花の万博）のテーマソングでもある。この年の第9回大会には、THE ALFEEのメンバーから初めて、高見沢がテレビ中継にゲストで出演。1992年の第11回大会には、坂崎もテレビ中継のゲストに招かれた。
- 1995年には、大会の直前に阪神・淡路大震災が発生した影響で、大会自体を中止。この年のイメージソングに決まっていた『LIBERTY BELL』は2年後の1997年大会に使われた。
- 1998年の第17回大会では、桜井と女声合唱団が、この年のイメージソングである『Beyond The Win』を長居スタジアムのスタンドからマラソンのスタート直前（テレビ中継のオープニング）にアカペラで披露するという演出が施された。2006年の第25回大会テレビ中継のオープニングでは、長居スタジアムのフィールドに設営されたステージから、THE ALFEEがこの年のイメージソング『ONE』を熱唱した。
- 1996年1月19日には、この年までのイメージソングと過去の名場面を収録したビデオ「大阪国際女子マラソン 1982〜1994」を発売。2004年3月10日には大阪国際女子マラソンの歴代イメージソングを集めたアルバム『夢よ急げ -大阪国際女子マラソンイメージソング・アルバム-』が発売された。
- 大会のテレビ中継を担当するカンテレ（関西テレビ）では、第37回大会の開催9日前（2018年1月19日）に、同大会限りでイメージソングの制作・放送を終了することを社長の福井澄郎が発表した。制作畑出身の福井は、通算で31曲ものイメージソングを制作したTHE ALFEEに対して最大限の謝意を示す一方で、「2020東京オリンピックに向けて（日本代表選手の）選考方法が変わるなど、マラソンが次の世代をにらんだ段階に入ってきたので、（中継）番組についても、作り方も少しずつ変えながら新しい中継の仕方を模索していきたい。次のステップに進むために、第37回大会で一つの区切りを付けさせていただいた。翌（2019）年以降の大会で、別の歌手に中継のイメージソングを作っていただくことまでは考えていない」と説明していた[67][68]。
  - 関西テレビでは、THE ALFEEによるイメージソングの製作秘話に焦点を当てた特別番組『THE ALFEEが奏でた42.195kmの旋律』を、2018年1月23日の1:28 - 1:58（22日の25:28 - 25:58）に関西ローカルで放送した[69]。
  - 第37回大会の中継では、『勇気凜々』をエンディングで放送。放送の直前には、ヤンマースタジアム長居でスタートとゴールの実況を担当した若田部克彦（関西テレビアナウンサー）が、「この楽曲が、ランナーに贈る最後の応援歌となりました。優勝した松田選手には、THE ALFEEからのエールを胸に、オリンピックへ歩みを進めて欲しいと思います」というメッセージを添えた[68]。

### ラジオ
2014年までラジオ大阪（制作局、以下「OBC」と略記）が実況生中継を実施。OBC所属のアナウンサーが出演したほか、スポーツアナウンサーの中井雅之（同局出身のフリーアナウンサー）や深山計（ニッポン放送出身のフリーアナウンサー）が実況やインタビューを担当していた。通常は日曜日の10:00 - 16:30に関西ローカルで放送する競馬中継『OBCドラマティック競馬』については、当マラソンの中継をはさむ格好で、第1部（10:00 - 12:00）と第2部（15:00 - 16:30）に分割していた。
第1回大会から2009年大会までは、ニッポン放送でも同時ネット。当マラソンがオリンピックの女子マラソン日本代表予選を兼ねていた2008年大会では、東海ラジオや福井放送も同時ネットで放送した。2009年以降の大会では、OBCが関西ローカル向けに中継を継続。同局では、大会の主催や中継から撤退した2015年以降も、「後援」扱いで大会のサポートを続けている。

## インターネット配信
関西テレビでは2020年の第39回大会中に、インターネットライブ配信に関する実証実験を実施。地上波テレビ放送向けに制作したレース中継の映像をTVerでも動画で同時に配信したほか、LINE NEWS内の動画連携機能「Replay Cast」を介して、LINEユーザーに対するレース状況のプッシュ配信をリアルタイムで実施した。いずれも大会初の試み で、日本国内の地上波テレビ局のスポーツ中継における「Replay Cast」の活用は、バレーボールワールドカップ中継（フジテレビ制作）と卓球ワールドカップ団体戦中継（テレビ東京制作、いずれも2019年に初めて実施）に次いで3例目である。
2020年12月1日（火曜日）からは、YouTube上に 当大会の公式チャンネル を開設。過去の大会のダイジェスト動画や、直近の大会に出場を予定している有力選手の紹介動画、「レジェンドたちが語る大阪国際女子マラソン」（地上波テレビ中継での解説陣・実況陣による証言動画シリーズ）などを順次公開している。
2021年の第40回大会からは、TVerでのレース中継動画配信に加えて、YouTubeの公式チャンネルでレース・表彰式・レース後の記者会見などのライブ配信を実施。また、YouTube公式チャンネルからのレース中継動画ライブ配信には、「裏生実況」と称して、地上波テレビ中継とは別の進行役（関西テレビアナウンサーの中島めぐみ）、解説者（渋井陽子）、ゲスト（四千頭身）が登場している。2023年の第42回大会では、森脇健児と福本愛菜（いずれもフルマラソンの完走経験者）をゲストに迎えたうえで、橋本和花子（関西テレビアナウンサー）の進行・増田と森岡芳彦（城西国際大学女子駅伝部監督）の解説による「増田明美がしゃべり倒す!限界突破の4時間半裏生実況」をライブ配信。2024年の第43回大会では、増田と森脇が引き続き出演する一方で、中島を進行役に再び迎えてライブ配信の時間を5時間にまで拡大した。

## 大阪ハーフマラソン
大阪国際女子マラソンとの同時開催となるハーフマラソン大会。
2009年から、大阪国際女子マラソンとほぼ同一の主催・後援・協賛・協力で行われていて、男子選手も参加可能である。
コースは、「スタート地点が大阪城公園東側（玉造筋）」「玉造筋で2回折り返し（舟橋町交差点南・玉造筋北端）」「長居公園内の長距離走路は反時計回り」である以外は、森ノ宮駅前交差点以南において大阪国際女子マラソンの復路と同じである。勝山通の区間で大阪国際女子マラソンの選手とすれ違う。制限時間はヤンマースタジアム長居 マラソンゲート前において2時間以内に通過しなければならない。国内のハーフマラソン大会においては、最も制限時間の短い大会である。
2020年大会においては気温上昇による影響で、2個所の給水ポイント用・紙コップが不足する事態が発生し、その地点で給水出来ないランナーが続出した為、後日事務局よりお詫びの文面が公式サイトに掲載された。また、翌2021年に予定されていた大会は、新型コロナウイルスへの感染拡大を防止する目的で中止された。
2年振りに再開されたは2022年の大会には、大阪国際女子マラソンでフルマラソンデビューや優勝などの実績を持つ福士加代子が出場。1時間16分4秒（女子の部30位）という記録で完走したことによって、22年間にわたる陸上競技生活に終止符を打った。なお、レース後には福士の引退セレモニーをヤンマースタジアム長居で開催。日本女子マラソン界における往年のトップランナーで、当日の大阪国際女子マラソンテレビ中継やYouTubeライブ配信に解説者として出演していた有森裕子・高橋尚子・野口みずき・千葉真子・増田明美・渋井陽子もセレモニーに揃って立ち会った。
歴代優勝者
優勝者の氏名・所属は当時、 優勝タイム は（当時の）大会記録。2009年以降、JAAF登録の部(男子・女子)のみ掲載。
| 開催日        | JAAF登録の部 男子      | 優勝タイム    | JAAF登録の部 女子                    | 優勝タイム    |
| ------------- | ---------------------- | ------------- | ------------------------------------ | ------------- |
| 2009年1月25日 | 宮里康和(信太山自衛隊) | 1時間09分44秒 | 嶋原清子(セカンドウィンドAC)         | 1時間13分15秒 |
| 2010年1月31日 | 山岡雅義(大塚製薬)     | 1時間04分04秒 | 田中千洋(大通)                       | 1時間17分39秒 |
| 2011年1月30日 | 森本直人(山陽特殊製鋼) | 1時間04分39秒 | 林田詩緒里(大阪芸術大学)             | 1時間15分18秒 |
| 2012年1月29日 | 幸田高明(旭化成)       | 1時間03分54秒 | 村山麻衣子(ヤマダ電機新潟)           | 1時間12分46秒 |
| 2013年1月27日 | 足立知弥(旭化成)       | 1時間04分54秒 | 田端沙紀(大塚製薬)                   | 1時間13分01秒 |
| 2014年1月26日 | 鍋谷紀之(大阪府警察)   | 1時間03分55秒 | 樋口紀子(ワコール)                   | 1時間12分44秒 |
| 2015年1月25日 | 幸田高明(旭化成)       | 1時間04分02秒 | カプッチ・セリー・チェピエゴ(九電工) | 1時間09分43秒 |
| 2016年1月31日 | 松尾良一(旭化成)       | 1時間04分13秒 | 伊藤舞(大塚製薬)                     | 1時間10分27秒 |
| 2017年1月29日 | 芝田俊作(大阪府警察)   | 1時間03分05秒 | 小原怜(天満屋)                       | 1時間10分02秒 |
| 2018年1月28日 | 伊藤和麻(住友電工)     | 1時間02分10秒 | 芦麻生(九電工)                       | 1時間11分26秒 |
| 2019年1月27日 | 谷原先嘉(大阪府警察)   | 1時間02分48秒 | 岩出玲亜(ドーム)                     | 1時間09分46秒 |
| 2020年1月26日 | 丸山竜也(八千代工業)   | 1時間01分58秒 | 吉川侑美(ユニクロ)                   | 1時間10分29秒 |
| 2022年1月30日 | 井上大仁(三菱重工業)   | 1時間01分14秒 | 足立由真(京セラ)                     | 1時間10分21秒 |
| 2023年1月29日 | 池田耀平(Kao)          | 1時間01分29秒 | 飛田凜香(立命館大学)                 | 1時間10分10秒 |
| 2024年1月28日 | 定方駿 (Honda)         | 1時間01分41秒 | 安藤友香(ワコール)                   | 1時間08分18秒 |
| 2025年1月26日 | 設楽悠太(西鉄)         | 1時間01分47秒 | 安藤友香(しまむら)                   | 1時間08分57秒 |